# Salina Târgu Ocna
Salina Târgu Ocna este o exploatare minieră a sării aflată în stațiunea balneoclimaterică Târgu Ocna din Județul Bacău, Moldova, România. Este a treia cea mai mare salină și una din cele mai vechi din România, ce aparține Societății Naționale a Sării „Salrom“ S.A. Societatea deține și cea mai mare bază de tratament din țară, amplasată în mina Trotuș la 240 m adâncime, ce oferă condiții pentru relaxare, mișcare și tratarea afecțiunilor respiratorii. În interior se află amenajat unul dintre puținele lăcașuri de cult din România construite în saline, cu hramul Sfintei Varvara. De asemenea există și un muzeu al formării și exploatării sării.
Al doilea domeniu de activitate al societății îl constituie extracția, prepararea și comercializarea sării pe teritoriul României și în afara țării, de unde se extrag anual circa 90 000–120 000 tone de sare (în funcție de nivelul desfacerii și al cererii pieței). În ceea ce privește extracția de saramură, anual 100 000 de tone ajung la Chimcomplex Borzești.
Atestarea mineritului în aceste zone a fost localizată în perioada daco-romană în Oituz și Târgu Ocna, prin exploatări de suprafață (cariere și lacuri), ceea ce le declară a fi unele dintre cele mai vechi saline din actualul teritoriu al României.
În perioada Evului Mediu, salina aducea venituri importante, lucru care a atras atenția domnitorilor moldoveni. În timpul domniei lui Ștefan cel Mare a avut loc instaurarea monopolului domnesc asupra ocnelor. Documentul din 17 noiembrie 1502 a reprezentat reînnoirea unui privilegiu mai vechi de aprovizionare cu sare direct de la ocne, întărit Mănăstirii Putna, și pe urmă ale altor mănăstiri de pe teritoriul Moldovei. În aceeași perioadă sarea se exporta în țări ca Polonia, Turcia, Serbia, Rusia iar din secolul XVII pe ambarcațiuni spre Egipt, Siria, Tartaria. Pe teren cultural salina a fost menționată în lucrări ca Descriptio Moldaviae a lui Dimitrie Cantemir, a fost descrisă pe scurt de călători străini precum Marco Bandini, Evliya Çelebi, Franz Josef Sulzer și alții.
Salina este una din cele două exploatări de adâncime a sării din Regiunea Moldovei, a doua fiind cea de la Cacica, Suceava. Cele două zăcăminte (Fețele Târgului (Vâlcele) și Gura Slănicului) au fost estimate ca fiind depozitarele a circa 681 de milioane tone de sare. Masivul de sare gemă de pe valea Vâlcele se asociază și cu săruri de potasiu în zona Gălean. Legate de formațiunile salinifere sunt și numeroasele izvoare cu ape mineralizate din Parcul Măgura și Gălean.

Dealul Fețele Târgului 3D

## Localizare și căi de acces
Sucursala Salina Târgu Ocna se află pe strada Salinei nr. 12 în orașul Târgu Ocna, Județul Bacău cu acces de pe DN12A (Onești-Miercurea Ciuc) și pe magistrala de cale ferată Sfântu Gheorghe–Siculeni–Adjud (M501).

## Elemente de geologie

Structura direcțională (a) și transversală (b) a zăcământului de clorură de sodiu de la Târgu Ocna (nu este inclus și zăcământul de clorură de potasiu).

Masivul de sare de la Târgu Ocna este divizat de planul unei falii, situată în zona nordică a zăcământului, în două compartimente. În cadrul compartimentului situat la nord de falia transversală, se disting două lame de sare, una cu poziție superioară și a doua mai coborâtă, având în partea vestică grosimi de câțiva metri până la efilare, care în partea nord-estică se unesc, ajungând la o grosime de cca. 200 m. Cele două lame plonjează în adâncime înfășurând un sâmbure de steril cu o grosime în est și nord-est de peste 100 m, reducându-se spre vest la câțiva metri.
Compartimentul sudic este mult mai bine cunoscut. În partea estică și vestică a acestuia, masivul de sare este limitat de câte o falie. În zona central-nordică a acestui compartiment, grosimea sării atinge valori maxime, de cca. 350 m. Spre sud, zăcământul se laminează treptat. Acoperișul și culcușul acestui ansamblu este denivelat. Grosimea acoperișului variază de la 42 – 54 m în sud, la 135–161 m în partea estică, atingând grosimi de la 179 m la 371 m înspre nord și nord - est.
Există două zăcăminte:
- Zăcământul de sare gemă „Fețele Târgului” - Târgu Ocna, este localizat în zona flișului extern ce aparține Carpaților Orientali din Moldova centrală. Masivul de sare de Târgu Ocna face parte dintr-o lamă de rabotaj smulsă din Miocenul unității marginale, ea fiind adusă peste depozitele helvețiene ale unității pericarpatice din fereastra Vâlcele. Formațiunii cu sare de la Târgu Ocna i se atribuie vârsta acvitaniană. Din punct de vedere stratigrafic, depozitele sedimentare care apar în zona zăcământului Fețele Târgului - Târgu Ocna aparțin Paleogenului, Neogenului și Cuaternarului.[13]
- Zăcământul „Gura Slănicului” se prezintă sub formă de masiv, alcătuit din sare gemă grăunțoasă, larg cristalizată, compactă, de culoare cenușiu-albicioasă, cenușie, cenușie - negricioasă, cu aspect vărgat, marcând ciclurile de sedimentare. Este formată din halit (85–99 %), alături de care apar urme de polihalit și silvină. În interiorul masivului se întâlnesc numeroase intercalații sterile, reprezentate prin brecii argiloase și argilogrezoase, argile șistoase, gresii silicioase, marne etc. cu grosimi variabile, situate la diferite niveluri, spre coperiș, culcuș și în extremitățile zăcământului. Grosimea acestora variază de la câțiva centimetri la 10–15 cm.[14] Informațiile existente au permis construirea hărților cu izobate la acoperișul și culcușul zăcământului. Prin diferența hărților cu izobate la culcuș și acoperiș, a rezultat harta cu izopahite ale zăcământului de sare.[14]

## Istoric

### Perioada Medievală

#### Apariția primelor ocne
În lucrarea „Ocnele Moldaviei” Alecu Obreja a menționat că data sigură a deschiderii minelor de sare din Moldova nu poate fi precizată. Se poate afirma însă că din timpuri foarte vechi, băștinașii au utilizat apele sărate ale izvoarelor și mai târziu chiar sarea din aflorimente.[A] Primele exploatări au fost situate pe Valea Oituzului, în jurul fostei comune Grozești pe lângă care trecea drumul de legătură dintre Moldova și Transilvania. Se mai văd și în prezent lacuri sărate ca dovadă a exploatării sării în trecut. Franz Josef Sulzer a consemnat în anul 1781 că: „lângă Grozești se poate vedea un munte compus numai din cristale de sare” și că era „primul loc din Moldova unde sarea apare la suprafață”.
Potrivit istoricului Gheorghe Ghibănescu, Târgu Ocna nu este o așezare veche, nefiind menționată în secolul al XV-lea și începutul secolului al XVI-lea. În schimb, Târgu Trotuș a avut o perioadă de înflorire între secolele al XIV-lea și al XV-lea atestată de documente, în momentul când a fost oraș de vamă, lucru confirmat prin tratatul comercial din 1407. Atunci, trecătoarea fiind situată la Oituz, Trotușul era bine poziționat și a progresat. Exploatarea veche a sării a fost poziționată pe Valea Oituzului, în satul Grozești și era cunoscută încă din anul 1353. Aceasta a fost mutată târziu la Stoenești (viitorul Ocna) de logofătul Iancu Trotușanu în timpul domniei lui Ștefan cel Mare, astfel apărând așezarea de sat pe locul orașului din prezent. Acest lucru a fost stimulat și de preluarea exploatării de către domnie în veniturile proprii, în preajma anului 1580.

#### Organizarea corporației șalgăilor (șavgăilor)
Domnia a căutat exploatarea sistematică a zăcământului, aducând un element etnic străin deprins în meseria mineritului, pe care românii nu o cunoșteau. După Ghibănescu, acest lucru este dovedit și de terminologia folosită, unde „ocnă” provine din slavonul ocu, cu înțelesul de „ochi”, iar în limba maghiară a luat înțelesul de mină de sare (gură de sare), termen ajuns ulterior și în limba română care deținea până atunci doar sensul de „ocniță” (firida sobei). Omul care tăia sarea era numit „șalgău” sau „șangău”, provenit din limba maghiară. Breasla acestor mineri era numită „rufet”, termen de origină turcă, iar „rufetaș” era individul ce constituia breasla. Conducătorul (capul) rufetului era „birăul”, tot din limba maghiară, și avea sensul de „judecător”. Potrivit aceluiași istoric, în teritoriul României moderne, meseria mineritului a fost importată iar în acest caz domnul a adus mineri maghiari, pe care i-a constituit în corporație (breaslă) și le-a conferit avantaje: dreptul de a face casă, întrebuințarea lemnului din pădure, cultivarea pământului, ducerea vitelor la pășune, scutirea de diferite dări precum goștina, desetina, bergnianul și caii de olac și prin crearea unor legi speciale, punându-i sub ascultarea imediată a birăului, posibil chiar de la început, deși documentele despre corporație nu sunt mai vechi de secolul al XVIII-lea. La biserica din Brătila s-au păstrat documente care au menționat ca martori birăi și cămărași de ocnă încă din anul 1620, dovedindu-se că forma de organizare în corporație exista, dar actele de atunci s-au pierdut în timp sau au fost furate, potrivit șalgăilor.
În decursul secolului al XVII-lea Ocna a fost un sat mic, în comparație cu capitala de ocol Trotuș, ai cărei primi locuitori au fost tot șalgăii. În timp Trotuș a încetat să mai fie capitală de ocol înainte de 1684, pierzându-și din importanță prin mutarea autorităților la Bacău, iar Ocna a început să se mărească mai ales prin poziția avantajoasă lângă gurile de ocnă.
În anul 1710 Ocna încă era sat, dar în continuă dezvoltare, întrucât Dimitrie Cantemir l-a clasat în categoria târgurilor în anul 1715. În aceeași perioadă au început să se stabilească armeni și evrei, dar și locuitori din Trotuș mutați în masă. Pe de altă parte, rufetul a început să se afle într-o situație grea și a cerut de la domn întărirea privilegiilor față de târgoveți, privilegii care au venit abia în a doua jumătate a secolului al XVIII-lea. Atunci, domnul a scutit de bezman toți rufetașii întrucât acesta își rezervase dreptul asupra pământului, iar prin acest fel teritoriul Ocnei a devenit gospod. Pentru că în continuare exista nevoia de rufet, acesta a concedat locul de făcut case, arat și imaș, scutind muncitorii de la taxele de braniște și begman, însă pe care le percepea de la străinii din Ocna. Astfel rezulta că șalgăii au fost emfiteoți privilegiați. De asemenea s-a dat înlesnire rufetului de a monopoliza vânzarea pâinii, cărnii și a deținerii crâșmelor, iar străinii ce aveau se se așeze în Ocna trebuiau să se supună rufetului.
În timp locuitorii din Ocna au devenit mai mulți, situație care a înmulțit conflictele cu rufetul. Pe lângă restricția impusă noilor locuitori la vânzarea cărnii, pâinii și vinului, s-a impus în nume propriu și dreptul de a cere taxa de bezman pentru locurile de case și restricția construcției de case fără îngăduirea rufetului. Plângerile târgoveților au ajuns la Divanul Moldovei, unde s-a stabilit felul proprietății: rufetul nu avea voie să perceapă taxe de la ocneni pe locuri slobode și nici de vânzare, întrucât numai locul pe care și-au construit case este al lor și scutit de bezman, dar locurile slobode, virane, din cuprinsul Târgului Ocnei erau gospode, iar astfel rufetul s-a supus. Prin acest lucru domnia își rezerva dreptul de proprietate asupra întregului teritoriu al așezării, deși trecuseră câteva sute de ani de la așezarea rufetului, iar domnul percepea taxa de bezman de la ocneni. Pe de altă parte, târgoveții puteau pretinde dreptul de proprietate asupra suprafeței pământului, iar subsolul era considerat mină de sare, deci în posesiunea statului. Rezervarea dreptului de proprietate de către stat a durat până în 1846, când Mihail Sturdza a cedat teritoriul Eforiei Ocnei. Raporturi asemănătoare de proprietate dintre domn și rufet au mai fost întâlnite până la sfârșitul secolului al XIX-lea în târguri mici precum Adjud, Fălciu, Drănceni și proprietăți boierești.
În schimb locul de arătură, unde rufetul era proprietar iar birăul împărțea anual terenul, a devenit în timp mult micșorat, unde printr-un abuz de proprietate destinația terenului a fost schimbată în pădure, podgorie sau loc de casă. Locul de imaș a fost suficient pentru rufet și cămară, situat până în râul Trotuș, întrucât satul a fost mic până în anul 1770. Însă după mărirea localității, locuitorii au făcut jalbă la Divan pentru a li se da voie a paște vitele pe imașul din Târgu Trotuș. Domnia a dat voie și a cedat Ocnei două treimi din Trotuș, însă și teritoriul Trotușului era gospod precum al Ocnei, astfel proprietatea imașului a rămas precară. Conflictele dintre rufet și stat (anterior fisc) au continuat și în secolul al XIX-lea.
Domnia plătea câte un ban pe drobul de sare până în preajma anului 1750, când prețul a fost ridicat la 2 bani, ulterior la 4 și până la 21 de bani, odată cu ridicarea prețului galbenului. În timpul când galbenul avea valoarea unui leu (zlot polonez), banul avea valoarea mai mare, a o sută douăzecea parte dintr-un galben (10 bani la nivelul anilor 1890), însă când valoarea galbenului a crescut la 2, 4, 7, 12 și apoi la 35 de lei, valoarea relativă a banului a scăzut, unde un ban era a o sută douăzecea parte parte dintr-un leu iar un galben valora 35 de lei vechi, valoarea banului fiind de 120+35, adică a patru mii o sută douăzecea parte dintr-un galben, a rezultat scumpirea tăierii drobului de sare.

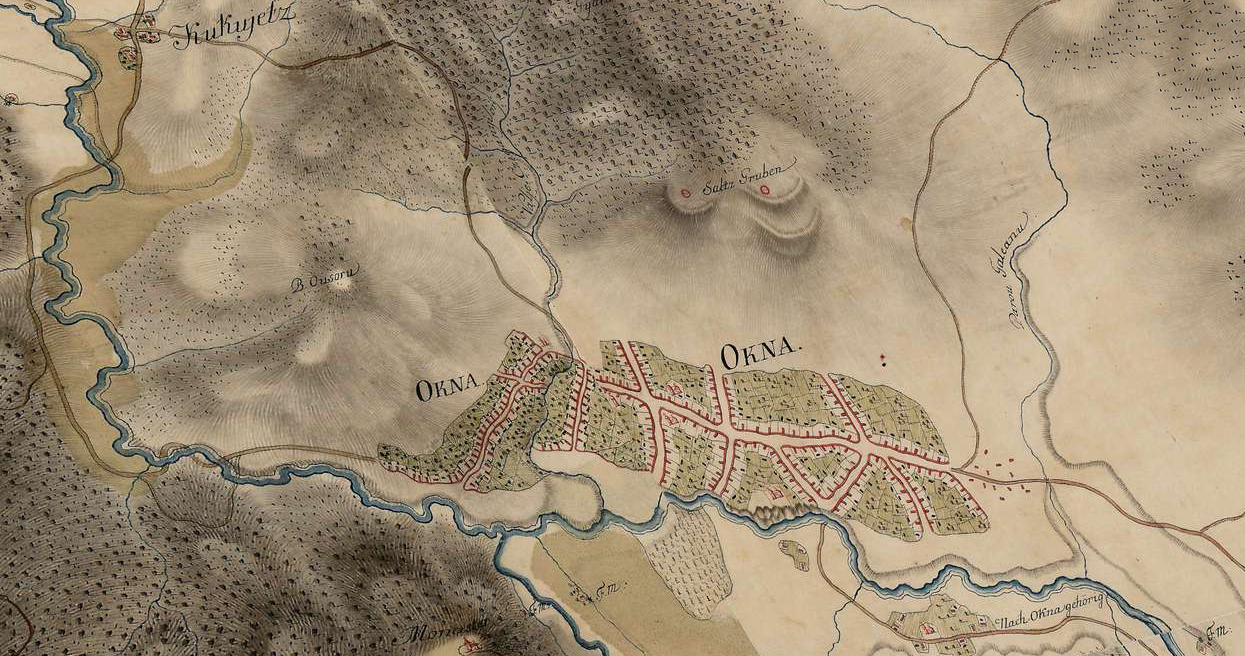
Prima ridicare topografică Iosefină (1763-1787), cu orașul-târg Ocna și salinele („Saltz Gruben”) din apropiere

Legenda cu privire la descoperirea zăcământului de la Târgu Ocna face referire la haiducii și tâlharii din secolul al XV-lea, ce își aveau sălașul pe dealurile Cărbunaru, Cireșoaia, Măgura, Podei, până la Târgu Trotuș, oraș de vamă și reședință de ținut, prin păduri seculare. Aceștia erau „... în veșnică neprietenie cu autoritățile”. Se spune că un haiduc urmărit de poteră a căzut într-o groapă de sare, descoperirea scăpându-l de pedeapsă. Cea mai veche mărturie scrisă a exploatării datează din anul 1380 și este constituită de un hrisov domnesc din care rezultă plata unei cantități de 2000 ocale de sare pentru construcția unui pod de piatră la Gârbovana, lângă Căiuți.
La sfârșitul secolului al XIV-lea, prin existența în apropiere a unor sate și prin paza instituită la vama Tatros (Târgu Trotuș) spre Episcopatul Cumaniei și la salinele de la Stoenești cu șavgăi secui („sálgó”),[D] sosiți de dincolo de Carpați, regele Ludovic I al Ungariei a protejat granița de invaziile tătare și mongole ce ar fi urmat să treacă prin Pasul Oituz. Lucrătorii de la ocne au fost folosiți de asemenea în primăvara anului 1653 în timpul luptelor dintre Gheorghe Ștefan și Vasile Lupu.[E]
Satul Stoenești a fost atestat documentar la data de 15 martie 1410 de către Alexandru cel Bun. Pe urmă așezarea, ce făcea parte din Ocolul prestatal Trotuș, urmat de cel Domnesc, a fost dată unor frați din Transilvania: Domoncuș stolnic, Blaj și Iacobu, fii lui Ghelebi Miclouș, maghiar sau român ce a fost soldat în armata lui Andrei Lackfi, având misiunea să păzească Pasul Oituz.
Este sigur că exploatări mai vechi ale sării existau la începutul secolului al XIV-lea și se pare că acestea au luat avânt cu ajutorul meșteșugarilor transilvăneni (secui și maramureșeni) care cunoșteau bine arta mineritului și realizau munca pe cheltuiala lor, fiind denumiți mai târziu „ocolași de Trotuș”. Sașii, care e posibil să fi venit în orașul Trotuș înainte de 1234 sau în valurile de refugiați husiți din 1420 și 1437, unii proveniți și din Slovacia și nordul Ungariei, au stimulat unele meșteșuguri, cum ar fi extragerea sării.

Peceți si sigilii ale așezărilor Trotuș și Târgu Ocna.
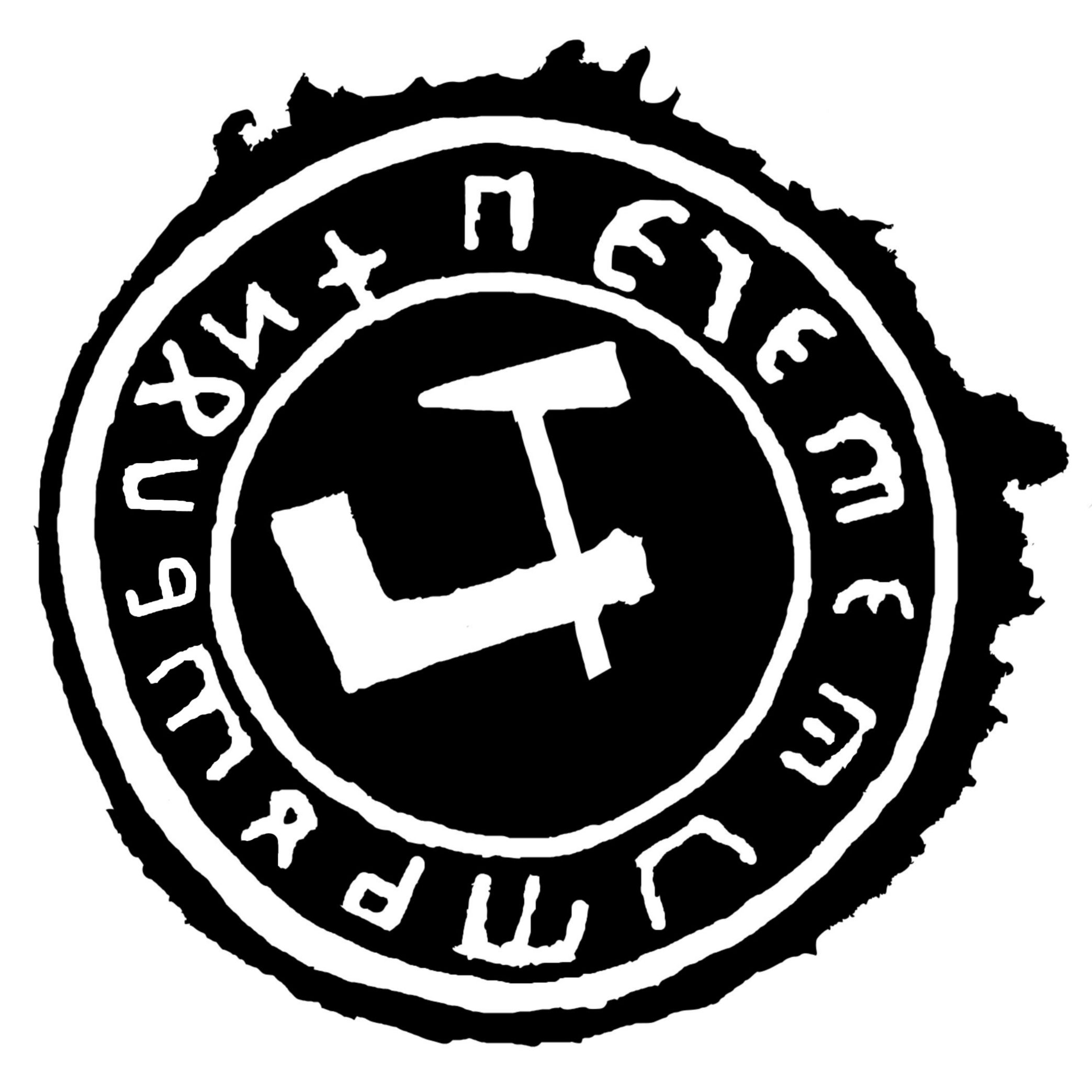
7 februarie 1632 Prima pecete a orașului Târgu Trotuș, reprezentând un braț de șavgău
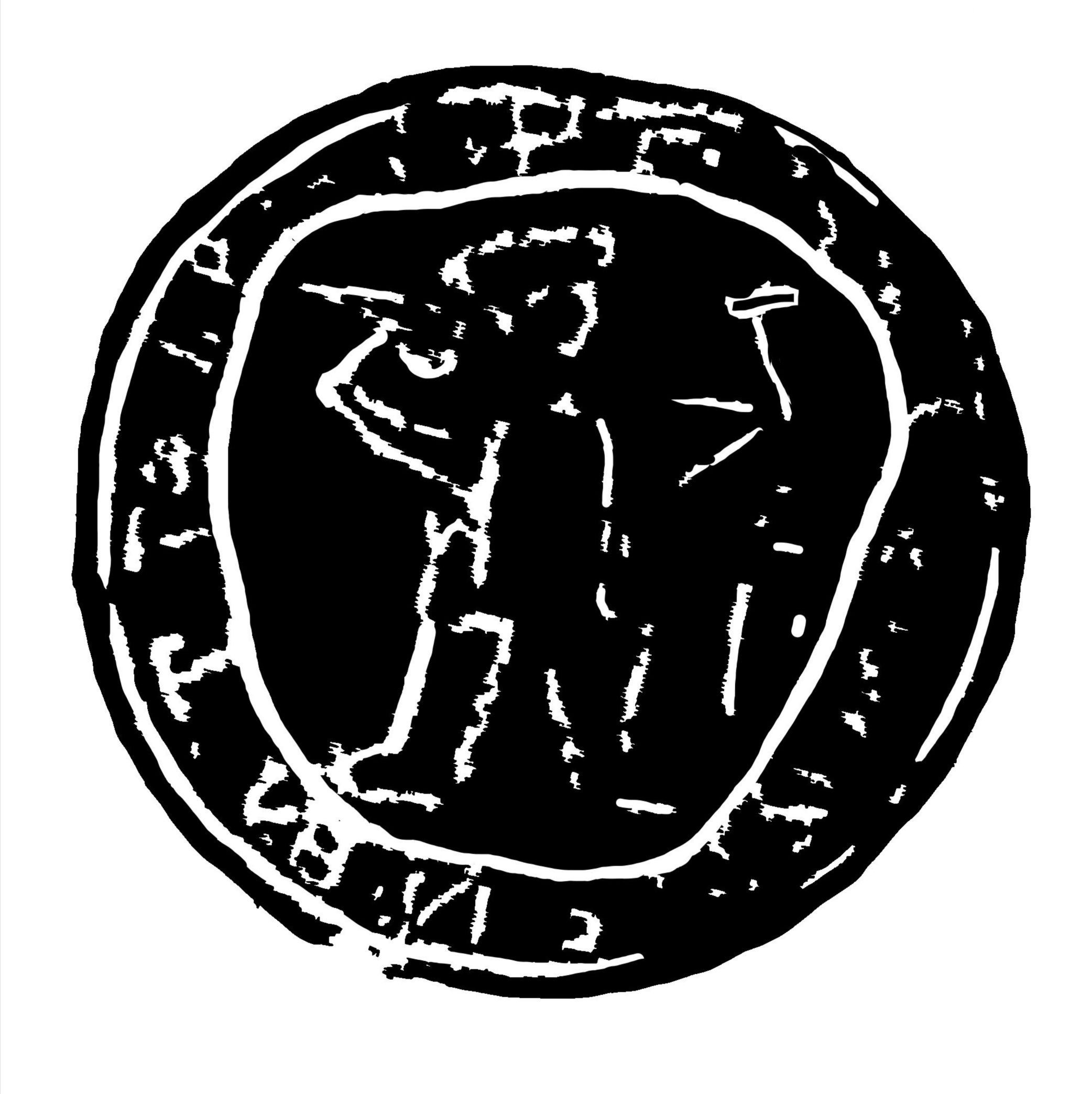
17 februarie 1692 Sigiliu al satului Ocna pe un document reprezentând un șavgău care ține în fiecare mână câte un ciocan de tăiat sarea
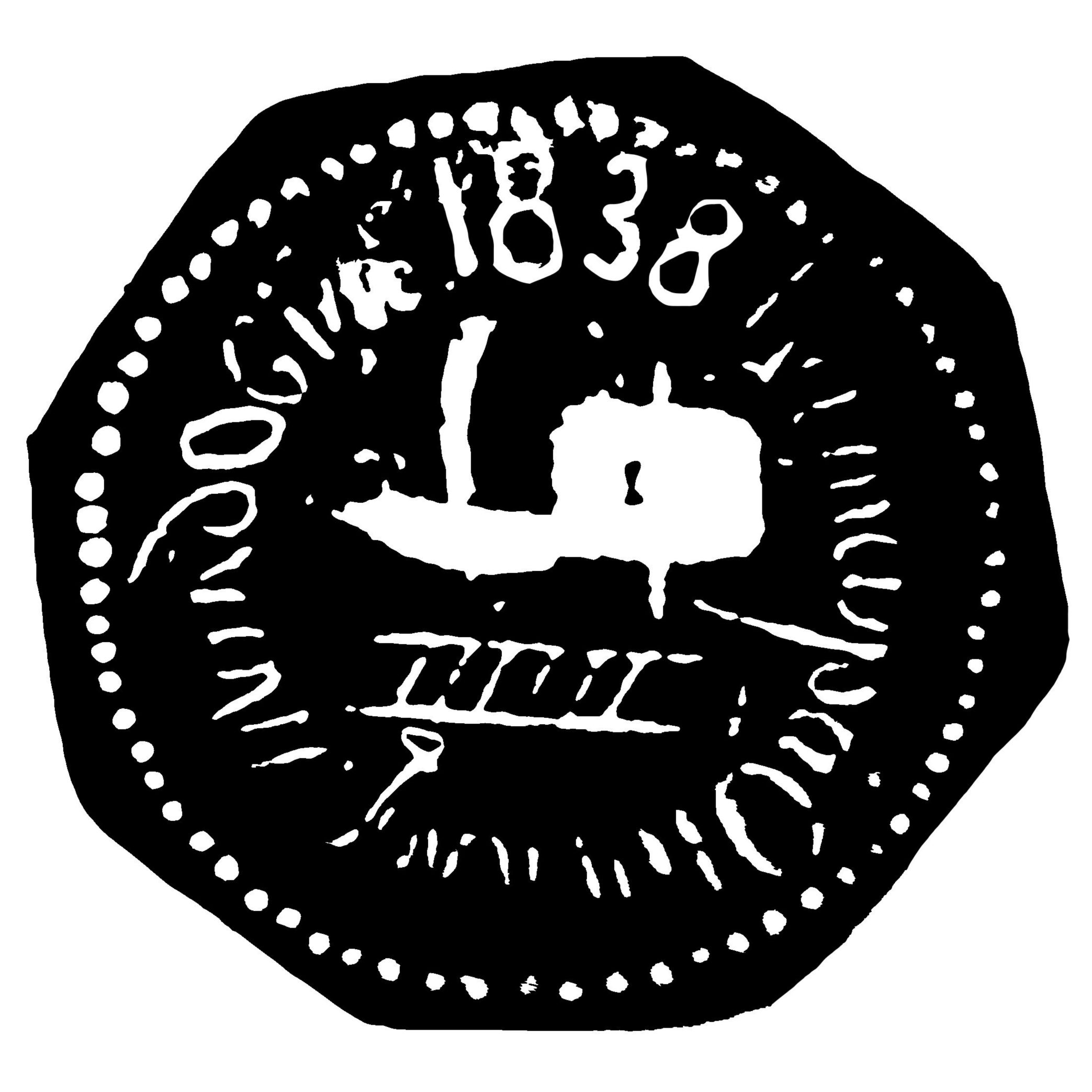
30 martie 1840 Sigiliu octogonal al Cămării Ocnelor Principatului Moldovei
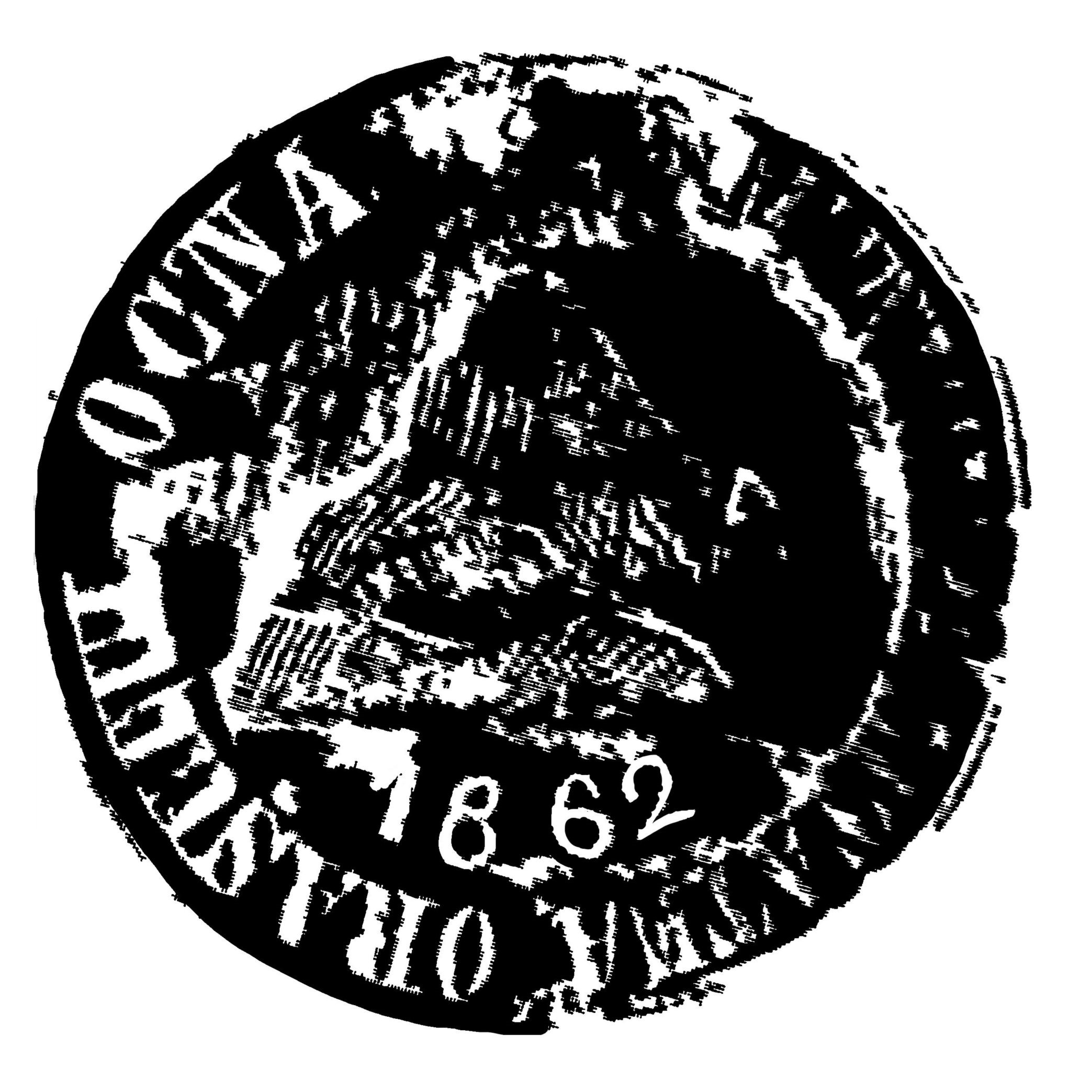
1862 Matrice sigilară rotundă reprezentând un munte de sare. Legenda: „MUNICIPALITATEA ORAȘULUI OCNA”

Dezvoltarea exploatării de sare s-a datorat lui Ștefan cel Mare când, în 1453 a instaurat monopolul domnesc asupra exploatării de la Ocna. În anul 1502, spre sfârșitul vieții sale, domnitorul a întărit privilegiul acordat ctitoriei de la Putna de a se aproviziona „cu o sută și cincizeci drobi de sare de la ocna noastră de la Trotuș”. Mai târziu, exploatarea sării în regiunea Trotușului era făcută de localnicii ce-și scoteau sarea necesară propriului consum, surplusul comercializându-l. O parte din „productul” minelor a intrat direct în consumul slujitorilor monahicești, cunoscuți ca „vajnici consumatori de pește sărat”.
Între anii 1407-1434 cămărășia ocnelor se afla la Târgu Trotuș, pecetea localității figurând un șavgău cu un ciocan de tăiat în mână.[B] În anul 1434 cămărășia s-a mutat definitiv la Târgu Ocna iar pecetea localității înfățișa un ciocan încrucișat cu un bătător.
Primul cămăraș al ocnelor a fost Ieremia, fost gumelnic (vătaf de arie) în timpul domniei lui Petru Rareș, din 1541 Cozmin, din 1552 Nicoară Vrulovici iar în timpul domniei lui Alexandru Lăpușneanu fiind Anton, cel din urmă având și funcție de vornic de ocol. În continuare au urmat Ionașco Mavrușco (1599), Apostolache (1608), Vasile Lozînschi (1609), Nicula (1614), Miron (1638), Gheorghe și Iane (1641), Enache (1643), Miron și Dumitrașco Boul (1656), Savin și Grigorașcu (1657), Inache Giumătate (1659), Vasile Gialalău (1661), Arhip (1663), Dumitru (1666), Miron (1671), Ilie Pleșca (1676-1677), Dracachi și Aslan (1685), Dumitrașco Ceaur (1703), Hurmuz (1720), Dediu (1725) și Radu Racoviță (1725). Dintre birăi (șefi ai rufetului) sunt amintiți: Păcurar (1599), Ioniță (1635), Vasile Blende (1690 și 1702), Ilie (1696), Frîncu (1705) și alții.
Din secolul al XVII-lea orașul Târgu Trotuș a început să decadă, luând amploare economică satul Ocna datorită mai ales a ocnelor de sare iar ocolul domnesc destrămându-se prin donații necontrolate, rezultând unirea cu Ocolul Bacăului.

### Perioada modernă

#### Ocnele ogivale (puțurile Clopot)

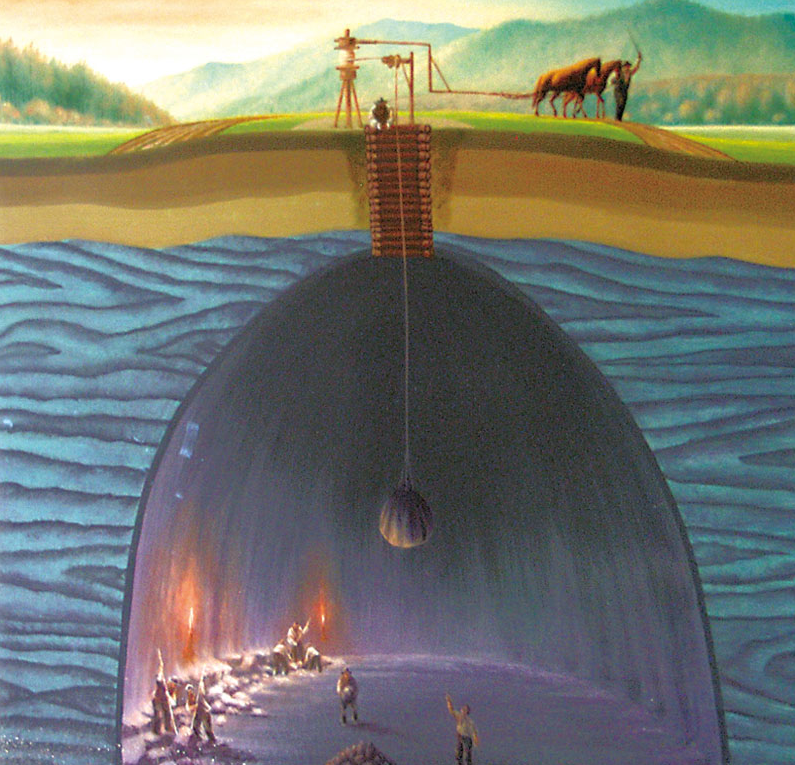
Exploatarea sării prin caverne tip clopot

Exploatarea sării în zonă s-a realizat în ocne sub formă de clopot (în zonele cu coperta mică) până în a doua jumătate a secolului al XIX-lea: „Ocna Grebleș”, „Ocna Surpată”, „Ocna Tălharilor”, „Ocna cu Brad”, „Ocna Cantemir”, „Ocnele Unite”, „Ocnița” alcătuiesc o serie de goluri subterane, situate între pârâul Grebleș și pârâul Trifu.
În secolul al XVII-lea, în cadrul ocnelor au existat două categorii de muncitori (rufetași):
1. muncitorii liberi: ocolașii (rufetașii-muncitori împroprietăriți, cu drepturi ce reveneau oricărui slujitor al statului) și șavgăii; rufetul ocnei era divizat, în funcție de natura lucrărilor prestate, în două mari categorii cuprinzând unsprezece „clase principale”. Prima categorie era alcătuită cu precădere din lucrători români, și secui în care intrau „clasele” secundare: șavgăi, lăturași curteni, gurari, tărăbunțași, herghelegii. Cea de a doua era compusă în mare parte din țigani care formau „clasele”: glodașilor, ferarilor, feștilarilor și meșteșugarilor (lemnari și pielari).[35]
2. criminalii -„ocnașii” condamnați la muncă pentru delicte grave, erau folosiți la tăierea sării.[35]

Din jurul anului 1740 datează cele mai vechi privilegii ale șavgăilor acordate de către domnie ce constau în loc de casă, imaș, hrană, scutiri de la toate birurile, de recrutare în armată, iar de la apariția târgului, monopolul vânzării vinului, cărnii și pâinii. Până în această perioadă lucrătorii primeau un ban de argint pentru fiecare drob de sare iar de la 1 iunie 1740 suma a fost mărită la trei bani de către Grigore al II-lea Ghica. Ulterior, apreciind munca grea la ocnă, domnitorii Constantin Mavrocordat, Constantin Racoviță, Scarlat Ghica au întărit vechile privilegii și au adăugat altele noi.
În ceea ce privește exploatarea sării, după izvoarele documentare din secolele XVII-XVIII, se cunoaște o metodă primitivă de extracție: se săpa o groapă, în general rotundă, cu diametrul de 2 metri, în stratul de pământ care acoperă orizontul de sare. Pentru fixarea sterilului, pereții gropii erau întăriți cu împletituri de nuiele numite țambre. Tăierea sării se făcea cu topoare, ciocane (bătătoare și tăietoare), pene de oțel. Se făceau întâi făgașele, apoi se desprindeau brazdele cu dimensiuni de 2–5 m lungime, 0,50-0,6- lățime și 0,3-0,5 înălțime cu ajutorul unor pene de oțel bătute ritmic cu ciocanele. Urma operația de sfărâmare în care blocul de sare era spart în bucăți de 20–50 kg cu ciocanele bătătoare. La suprafață, bolovanii de sare erau scoși de ajutorul unei instalații numite crivac, amintită de Pietro Deodato Bakšić în 1641. Crivacul se compunea dintr-un tambur cilindric cu ax vertical din lemn care era pus în mișcare de forța animală. Un otgon era înfășurat pe acest tambur, astfel încât un capăt să se înfășoare iar celălalt să se desfășoare.
Până în anul 1800 se lucra în două ocne cunoscute sub numele de „Ocna Tălharilor” și „Ocna cu Brad”. După acest an prin puțurile „Sfântul Gheorghe” și „Sfântul Nicolae” s-a trecut la exploatarea „Ocnelor Unite”.[C] Din anul 1850 a început extragerea sării din Ocnița prin puțul „Sfântul Constantin”. În 1849 erau în exploatare patru gropi de sare: „Groapa arestaților” (din 1826), „Groapa Opreanului” (din 1835), „Groapa Candida” (din 1836) și „Groapa Ocnița” (din 1843). Adâncimea lor nu depășea 62 de stânjeni (138 m). În perioada 1875-1881 s-a folosit o mașină bicilindrică de extracție acționată de aburi; ea coborând și ridicând vasele de extracție de la o adâncime de 60 m. Deoarece viteza de urcare era de 3 m/s, vasele având nevoie de ghidaj, puțul „Ocnelor Unite” a fost prelungit până la talpa ocnei cu un eșafodaj metalic de 60 m înălțime dar care s-a dovedit ineficient datorită deformării lui. În anul 1875 a fost închisă exploatarea „Ocnelor Unite”, acestea ajungând la adâncimea finală de 100 m. În 1881 a avut loc o mare inundație, astfel s-a renunțat la folosirea mașinii de extracție. De abia în octombrie 1891 s-a pus în funcțiune o altă mașină acționată cu aburi, ea fiind amplasată la gura interioară a puțului de extracție ce se dăduse în folosință în anul 1889 și ce deservea noua cameră trapezoidală Carol, pornită din Ocnița. Procesul de modernizare a continuat prin punerea în funcțiune în anul 1888 a unei mori de măcinat sarea. Iluminarea exploatărilor se realiza cu lumânări din seu cu feștile de cânepă iar din secolul al XIX-lea au început să se folosească lămpile cu petrol lampant.
Exploatarea sării în „Ocnița” a luat sfârșit în anul 1876, având o adâncime finală de 84 m și un diametru de aproape 50 m. Pe 26 octombrie 1878 porțiunea vestică a Ocniței s-a prăbușit deoarece structura în acea zonă plonja brusc în adâncime; nu s-au observat infiltrații de apă, în schimb existau emanații de gaz metan. La scurt timp porțiunea afectată a fost consolidată cu un parapet de lemn umplut cu sare murdară format din șase rânduri de chesoane cu dimensiuni de 2 x 2 m ajungându-se la o dimensiune a structurii de 40 m lungime și 15 m înălțime. Tot în aceeași perioadă au fost găsite în zăcământ bucăți de chihlimbar.
Transportul de sare de la puțul de extracție se făcea cu carele sau pe șaua cailor. Era ambalată în saci făcuți din piele de bivol. După 28 septembrie 1884, dată a inaugurării căii ferate Adjud-Târgu Ocna, sarea a fost transportată de la gura de extracție la gara Târgu Ocna cu carele.
Exploatarea sării era un monopol al familiei domnitoare și din anul 1828 al statului, dar până în 1860 zăcămintele au fost exploatate de către arendași ai statului. Indiferent dacă ocnele erau arendate sau în regie, închirierea carelor pentru transportul sării la schele se făcea de către Cămara Ocnelor sprijinită de către dregătorii ținuturilor, în baza poruncilor domnești pe care aceștia le primeau. Atât de importantă era exploatarea sării pentru economia Ținutului Bacău, încât cele mai vechi steme din 1806-1812, 1817-1819, au avut ca element caracteristic o stâncă (sau mai multe stânci) de sare.
Au existat numeroase proiecte care vizau ameliorarea tehnică în exploatare: a doctorului E. Saroș (1834), a inginerului francez Hommaire de Hell (1841), Mihalic de Hodocin (1842), a inginerului ceh S. Peytaven (1853), a lui A. Gaildry (1856), care chiar dacă nu au putut fi aplicate atunci, au constituit un material gata pregătit pentru viitor.
În perioada 1828-1862, ocnele au fost concesionate unor antreprenori ca Ștefan Meitani, Gheorghe Opreanu, Alexandru Vilara, Misa Anastasievici și Constantin Ciocan. Statul a pierdut cu mult peste jumătate din beneficiile pe care o administrație chibzuită și o exploatare rațională a sării le-ar fi obținut. Cea mai mare parte din aceste beneficii au fost însușite de arendașii ocnelor prin căi și mijloace permise, dar și nepermise, fiind sustrase în cea mai mare parte din sfera activităților productive. Adoptarea regiei, ca procedeu unic de administrare a ocnelor de către stat, a avut rezultate benefice, exploatarea sării a fost despovărată de vechile practici medievale și a pășit după anul 1862 pe făgașul capitalist al dezvoltării sale. Valorificarea sării pe piața internă s-a făcut prin intermediul negustorilor de profesie, fie prin vânzare pe credit către țărani. După anul 1862, vânzarea în țară și la export a fost preluată de stat, ca și beneficiile care au rezultat, punându-se astfel capăt practicii parazitare a arendășiei ocnelor.
În privința numărului lucrătorilor de la saline, aceasta a cunoscut un mers ascendent, circa 511 în 1810, 651 în 1828, 628 în 1832, 1006 în 1852, pentru ca în anul 1863 numărul să scadă la 961 rufetași. Numărul șavgăilor a fost însă și mai mic, de 120 în 1832, 183 în 1839, 168 în 1846, 173 în 1856, reprezentând circa 17–23 % din totalul forței de muncă angajată în ocne. Pe la începutul secolului XX, după 1906, lucrau în salină între 63 și 89 de muncitori. Producția de sare a crescut continuu în secolul al XIX-lea: în 1810 se extrăgeau aproximativ 17-18 milioane ocale (21.947–23.238 tone), în 1825 între 25-30 milioane ocale (32.275–37.730 tone) iar între anii 1861-1864 producția a fost și mai mare, din care 2/3 s-au exportat în Turcia și Rusia. Se pare că necesarul consumului intern de sare se ridica, pe la 1845, la peste 11 milioane de ocale.

Strada Carol I din Târgu Ocna

Pentru rufetași a fost construită biserica de lemn Cuvioasa Paraschiva în anul 1725 pe locul alteia mai vechi arse de tătari în 1717 și construită probabil în 1580. Theodor Codrescu menționa că în secolele XVI-XVII:
„... Ocna nu era decât o mică adunătură a celor vreo 100 de șavgăi, plus a altor oameni meseriași și comercianți ce locuiau mai mult valea Vâlcicăi, la poalele dealului n.v. unde se aflau Ocnele vechi, părăsite de mai bine de 100 de ani și unde se afla biserica Sfânta Paracheva ce exista de pe la 1580 [...]. ”
Datorită condițiilor economice existente, nu s-au putut lăsa planșee de protecție pentru suprafață. Actual ocnele cele mai vechi situate la sud de pârâul Grebleș, sunt în cea mai mare parte prăbușite și rambleiate pe cale naturală. Prăbușirea ocnelor este provocată în special de infiltrarea apelor de suprafață prin puțurile de exploatare.

##### Frământările sociale ale șavgăilor și deținuților
Într-un raport din 24 iunie 1843 către Ministerul de Justiție, Cămara Ocnelor se plângea de tulburările făcute de șavgăi, care l-au bătut pe birău și i-au luat 1700 lei pentru a putea merge la Iași „... să deie jalobă măriei sale lui vodă, cerându-și drepturile ce au avut”. Isprăvnicia ținutului Bacău a încercat să-i oprească pe șavgăi din drum, dar fără succes. După reîntoarcerea lor tulburările au continuat și luna următoare. S-a trimis o comisie formată din doi boieri și din ispravnicul ținutului pentru a pedepsi pe lucrători. O parte din ei au fost bătuți cu vergele sau toiegele la trupul gol, apoi fiind surghiuniți și împiedicați să mai revină la lucru.
Un alt aspect particular îl constituie tulburările provocate de condamnații ocnelor, ca urmare a condițiilor inumane de detenție. Din cauza adâncimii mari, accesul în ocnă era dificil iar pentru a economisi timp și pentru mărirea producției, cererile devenind tot mai mari, ocnașii rămâneau 24 de ore în adâncul minei. Această situație a avut repercusiuni asupra sănătății deținuților, lucru demonstrat în afișul adresat de domnitorul Grigore Alexandru Ghica către Consiliul Administrativ al Moldovei.
Domnitorul a fost impresionat de soarta nenorociților care: „... își ispășeau pedeapsa fără să mai iasă din ocnă fără a se bucura vreodată de lumină și de aer curat, din care li se pricinuise de multe ori boale grele și chiar pierderea vieții” și a dispus a se înființa din veniturile Departamentului lucrărilor publice „... o închisoare solidă cu zid prin pregiur în apropiere de Groapa Ocnei, care va sluji de adăpost vinovaților în vreme de noapte”. Edificiul, terminat în anul 1855, spectaculos ca aspect, a impresionat prin trăinicie și dotări și a fost denumit „Castelul Ocnașilor”. Condițiile de muncă din aceea vreme încă erau grele, durata zilei de muncă era de 11-12 ore, lipseau măsurile de protecție a muncii și asistență medicală iar tăierea sării se făcea manual cu dalta și ciocanul. O explozie în camera „Carol” soldată cu 3 morți de 6 răniți, inundarea „Ocnelor Unite” și arderea în 1906 a puțului de extracție tot cu instalație întrețineau această situație.
Rufetul a fost desființat, mai ales în urma exploatării cu deținuții din penitenciar care la licitație aveau prețul cel mai mic: 18 bani per tonă, din care statului îi reveneau 2 părți iar deținuții rămâneau cu 6 bani.
În anul 1931, cu ocazia unui consult medical efectuat tuturor condamnaților de către Generalul Dr. Romanescu, s-a constatat că cea mai mare parte a deținuților erau grav bolnavi de tuberculoză pulmonară, astfel s-a hotărât încetarea folosirii lor la munca în ocnă, Închisoarea Centrală de Muncă Silnică a fost transformată în închisoare TBC iar deținuții sănătoși transferați la penitenciarele din Aiud și Ocnele Mari.

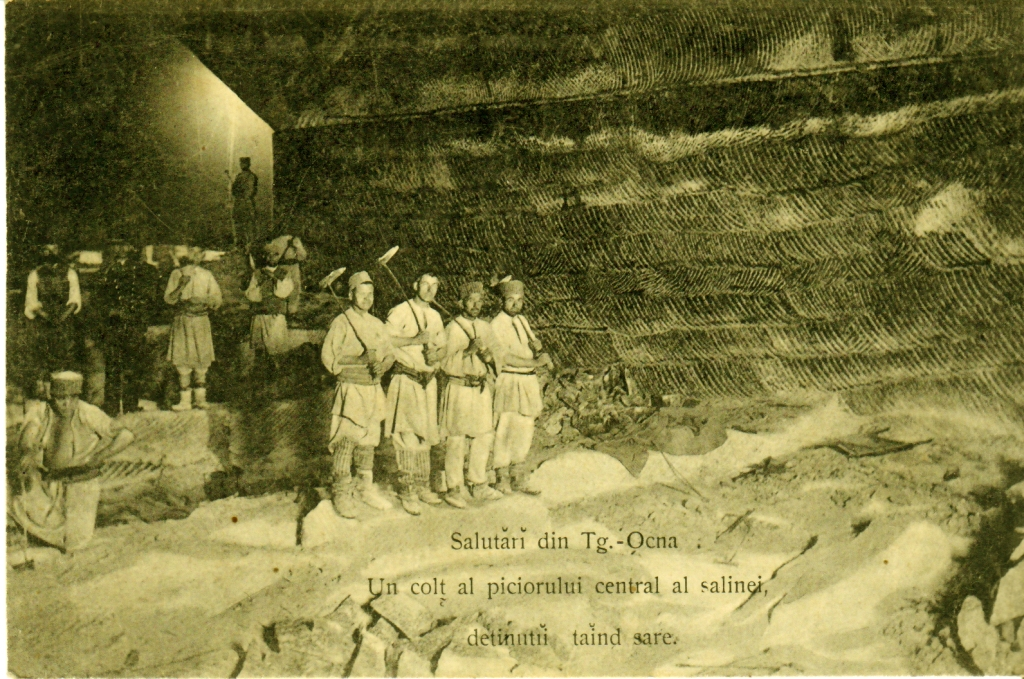
Deținuți în ocna „Moldova Veche” (1906)
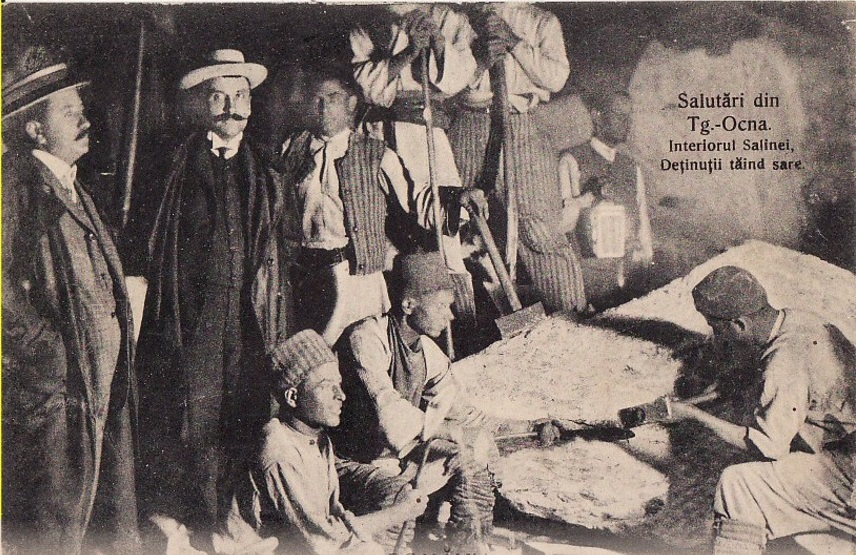
Deținuți tăind sare (anii 1920)
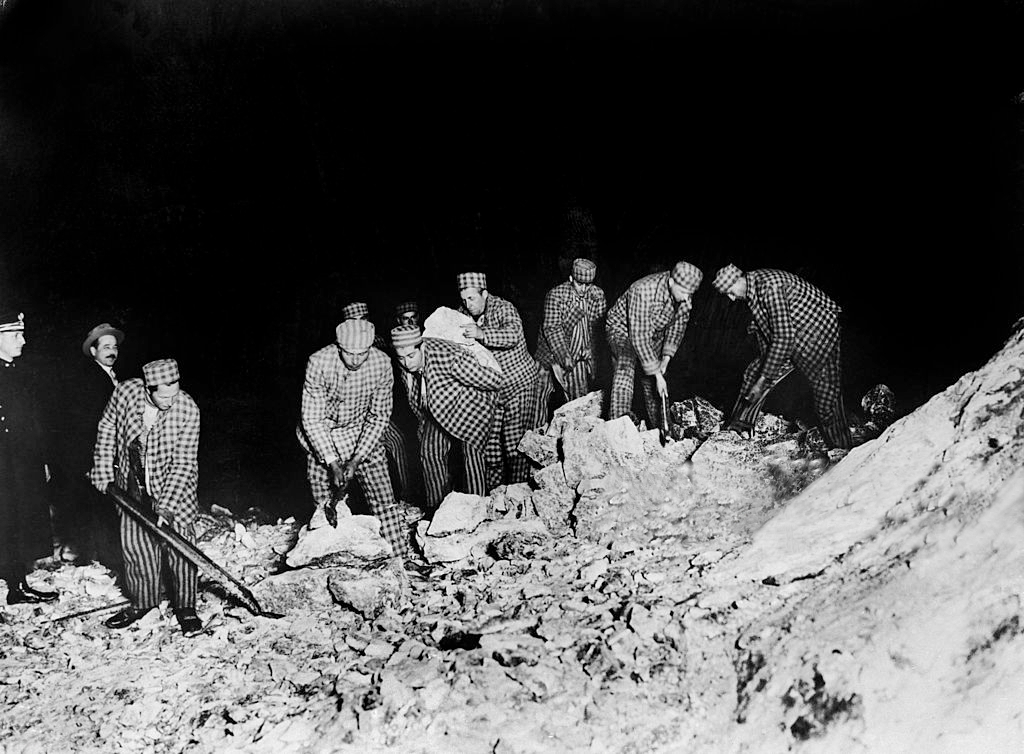
Deținuți în „Moldova Veche”
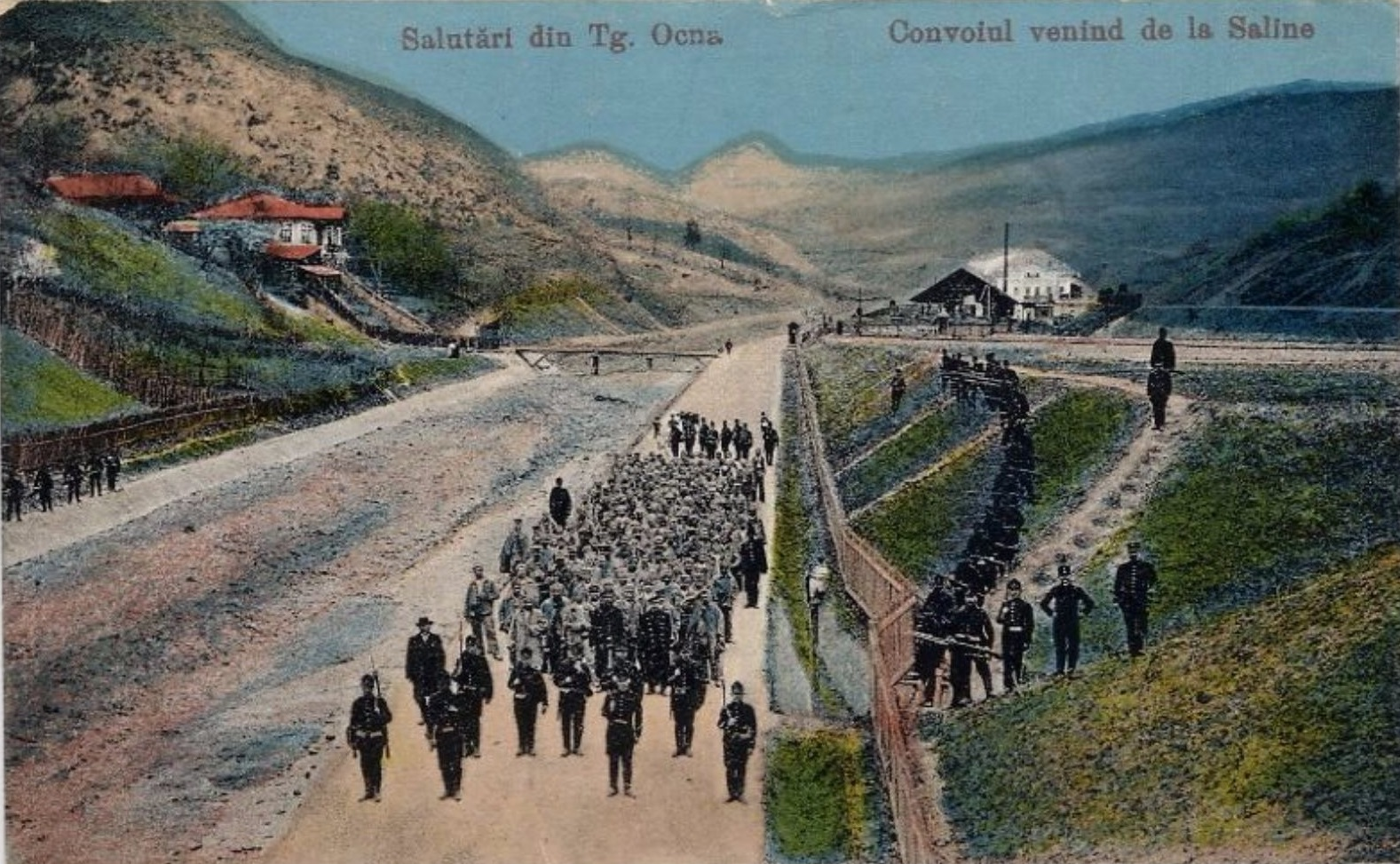
Convoi de deținuți scoși din saline și duși la Închisoarea de muncă silnică (1917)
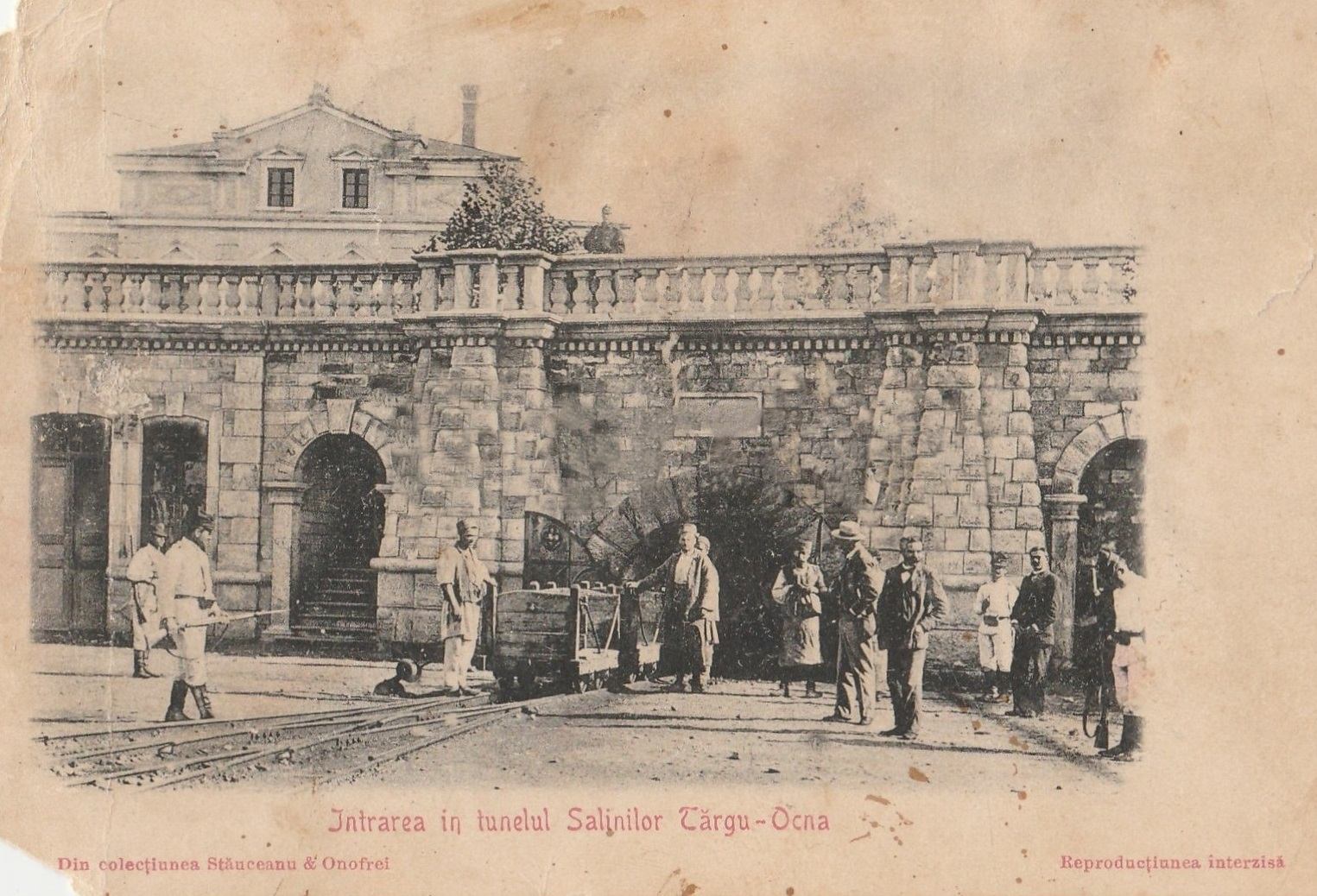
Deținuții ieșind din mină sub paza gardienilor

#### Ocnele trapezoidale

Sistemul de abataj subteran prin puțuri cu terminație ogivală (clopot) a dăinuit la Târgu Ocna până în anul 1870, când s-a început deschiderea exploatărilor cu camere mari trapezoidale cu pilieri centrali, metodă îmbunătățită de profesorul Mihai Stamatiu. La data de 28 iulie 1891 a început punerea în funcțiune a galeriei de acces G401. Documentul întocmit cu ocazia inaugurării poartă semnăturile oficialităților vremii precum și pe cea a Regelui Carol I al României. În același timp s-a săpat o galerie secundară de legătură între „Ocnița” și „Ocnele Unite” pentru evacuarea apelor, cu o lungime de 25 m și s-a realizat mutarea incintei pe amplasamentul actual.

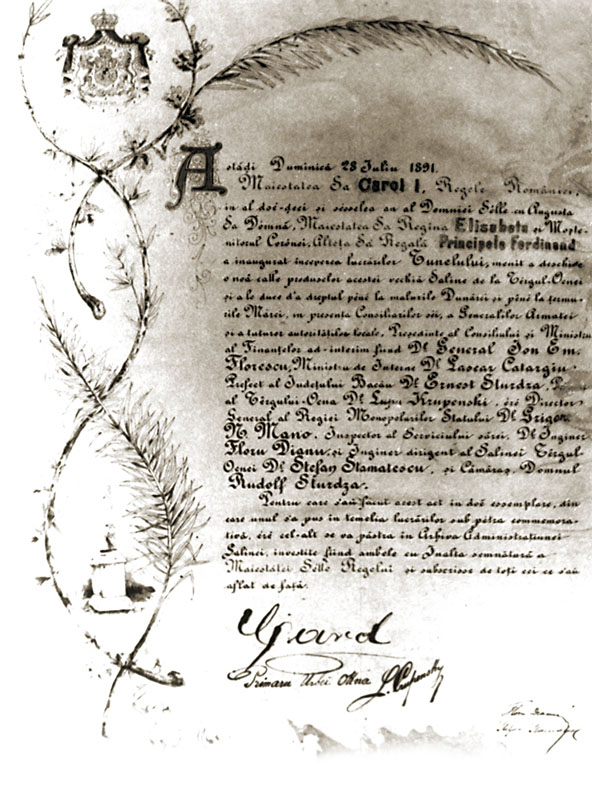
Documentul eliberat la 28 iulie 1891 ce prezintă inaugurarea de către Carol I și Elisabeta a galeriei de acces G401.

Mina „Moldova Veche” („Carol I”) s-a deschis în anul 1891 prin ocna ogivală „Ocnița” prin puțul „Sfântul Constantin”, având patru camere de dimensiuni mari: „Carol” (30 m lățime și 130 m lungime, înclinarea pereților la 60°, deschidere plană), „Negri” (36 m lățime și 164 m lungime, înclinarea pereților la 45°, deschidere boltită), „Cândescu” (40 m lățime și 141 m lungime, înclinarea tavanului la 45°, deschidere boltită, având și un pod (culoar) de trecere directă către puțul de extracție) și „Ștefan cel Mare” (37 m lățime și 140 m lungime, înclinarea pereților la 45°, deschidere boltită), amplasate în jurul unui pilier central (lungime 80 m, lățime 52 m, înălțime 83 m). Tavanele acestor camere se află la 68 m adâncime raportat la gura de extracție a Ocniței. Extracția sării cu ajutorul cailor a luat sfârșit în octombrie 1892 când din octombrie 1891 până în 1907 a fost folosită o mașină de extracție de la firma Sächsisch Maschinenfabrik vormals Richard Hartmann din Chemnitz cu o sarcină utilă de 1 200 kg și viteza de 3,5 m/s. Ulterior a fost montată o mașină electrică de extracție cu motor asincron trifazat ce avea o sarcină utilă de 1 200–1 500 kg de la 60 m și deservea un puț interior. Transportul pe verticală a fost înlocuit cu transportul pe orizontală, prin executarea din dreptul puțului a unei galerii de coastă –„tunel de extracție” cu lungimea de 876 m, secțiunea de 4,80 m pătrați care cobora până la 80 m adâncime. Grosimea copertei sterile este în medie de 35 m, iar planșeul de sare situat deasupra minei variază între 25–30 m. Din anul 1931, când s-au montat linii de cale ferată îngustă, sarea era încărcată cu lopata în vagonete, transportată până la puțul de extracție de muncitorii „extractori” și scoasă la suprafață de locomotive electrice. Incluziunile de gaz metan din zăcământ provocau mari explozii în condițiile exploatării primitive cu dalta și ciocanul, astfel că 9 mai 1873 la înaintarea uneia din camere a fost găsită o cantitate enormă de gaz ce a explodat și a omorât câțiva zeci de lucrători, producându-se totodată fenomenul în care a rezultat sare topită și stalactite pe o porțiune superioară de câțiva metri. În continuare producția rămânea scăzută, din anul 1931 s-a trecut la sistemul de lucru mecanizat cu o singură treaptă înaltă de 3 m, unde se executa mai întâi un canal de 4 m lățime pe mijlocul camerei pentru circulația vagonetelor și se utilizau havezele verticale pentru crearea unor făgașe de-a lungul pereților, din care se forau găuri cu 7 mașini electrice rotative iar blocurile de sare rezultate se împușcau cu astralită. Metoda a fost special concepută pentru a nu transmite șocurile exploziilor în pereții minei. În anul 1933 s-a completat instalația de preparare cu un alt concasor, apoi cu o moară cu ciocane de la firma Humbolt și s-a constituit sindicatul muncitorilor din salină. Câmpul creat prin cele patru camere a asigurat o rezervă deschisă care s-a exploatat până în anul 1950, când s-a trecut la exploatarea unei noi mine deschise încă din 1936. Actualmente vatra minei „Moldova Veche” este inundată și există depuneri de materiale sedimentare fine.

În anul 1892 s-a dat în funcțiune uzina de curent continuu care alimenta cele 12 lămpi cu arc voltaic montate în abataj. În luna august 1917, în timpul luptelor care s-au desfășurat la Cireșoaia și Coșna, salina a fost bombardată de către germani, a fost avariată astfel uzina electrică ce alimenta atât unitatea cât și orașul. Lămpile electrice foloseau doar la iluminatului general al camerelor de exploatare astfel că în fronturile de lucru se utilizau în mod curent lămpi cu carbid.
| Imagine indisponibilă                                              |  | Imagine indisponibilă                                 |
| Exploatare prin ocnă trapezoidală la Târgu Ocna, mina Moldova Nouă |  | Interiorul ocnei Moldova Veche și ascensorul acesteia |

Planul minelor Moldova Veche, Moldova Nouă și Pilot

 Concomitent cu exploatarea minei vechi, din anul 1936 a început prin galeria de coastă G401 din mina „Ocnița” prin puțul „Sfântul Constantin”, deschiderea unei noi saline - „Moldova Nouă” („Carol al II-lea”). Metoda de exploatare aplicată a fost: 4 camere mari trapezoidale dispuse în jurul unui pilier central; tăierea sării se făcea mecanic și se încărca în vagonet iar extracția și accesul personalului se realiza prin puțul de extracție prevăzut cu 3 compartimente amplasate în jurul unui pilier central cu lățimea de 35 m și lungimea de 64 m. Deschiderea tavanului era de 10 m, înclinarea pereților de 60° și lățimea la talpă de 36 m. Înălțimea camerelor a ajuns la 60 m. Din mina „Moldova Nouă” sarea a fost exploatată în perioada 1936-1968. Un calcul de verificare a dimensiunilor pilierilor din „Moldova Veche” și a dimensiunilor pilierului din „Moldova Nouă” în 1954 (an în care exploatarea de la „Moldova Veche” era deja încheiată, iar cea de la „Moldova Nouă” se afla în curs) a fost realizat de către profesorul Mihai Stamatiu. În 1959 acesta a ajuns la concluzia că pilierii camerelor celei de a doua mine sunt stabili și chiar supradimensionați, dat fiind că înălțimea acesteia era de numai 17 m la acel moment.
Datorită importanței exploatării miniere în zonă, localitatea Târgu Ocna a primit titlul de eforie-oraș. Orașul a prosperat în directă legătură cu importanța economică a minelor de sare. Interesul statului pentru exploatarea depozitelor salifere se observă și din activitatea de cercetare științifică a problemelor legate de latura extractivă, de cunoaștere a volumului rezervelor de sare de către cercetători de renume: Grigore Cobălcescu (1883), Grigoriu Ștefănescu (1885), Ludovic Mrazec (1907), Ion Popescu Voitești (1914) și alții, care au încercat să stabilească vârsta depozitelor de aici.
În perioada 1930-1940 media de exploatare era de 45 253 tone iar în anul 1943 producția de sare se situa la 61 161 tone, ocupând locul al treilea în țară ca producție, după Slănic și Uioara. Din cantitatea extrasă, 81 % se comercializa intern și 19 % prin export, astfel că după anul 1900, printre clienții mai vechi ai ocnei, se aflau țări ca Egipt, Congo și Senegal, cea mai mare cantitate de sare trimisă în aceste țări fiind în perioada 1900-1910 (1341 tone).
Bogăția zăcămintelor salinifere, carbonifere și petrolifere de pe Valea Trotușului a determinat conducerea Partidului Muncitoresc Român să înființeze un combinat chimic și o urbe industrială la Onești în anul 1952. În anii 1959-1960, ca urmare a dezvoltării industriei cloro-sodice și a exportului de sare solidă, pentru creșterea producției de sare au fost puse în exploatare la Târgu Ocna noi câmpuri de sonde și s-a trecut la modernizarea salinei.

#### Drumurile sării

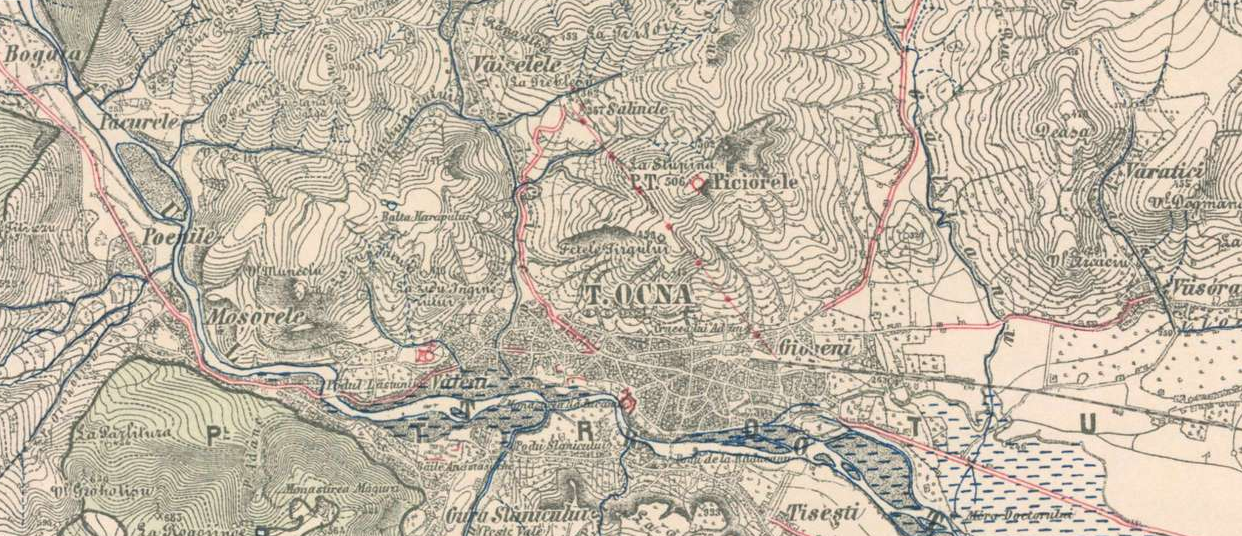
A treia ridicare topografică Iosefină (secolul al XIX-lea). De remarcat traseul fostului funicular

Din secolul al XVI-lea a devenit activ „drumul Ocnei” care cobora pe Valea Trotușului până la Adjud și în continuare, pe Valea Siretului, până la Galați. În afară de „drumul Ocnei” s-au construit în Evul Mediu și alte drumuri ale sării, cu punctul de plecare din localitatea Ocna: „drumul Sculenilor” ce traversa ținuturile Bacău, Roman și Iași, drumul Ocna-Leova și „drumul Lipcanilor” ce ajungea la Botoșani. „Drumul Ocnei” se suprapunea, între Onești și Adjud, peste „drumul Brașovului”, și avea în principal scopul desfacerii locale a sării. Drumurile aveau în anul 1849 lungimea totală de 180 000 stânjeni (aproximativ 400 km) urmând să ajungă la aproximativ 600 km în anii următori.
Volumul și valoarea exportului moldovenesc de sare a depins, în prima jumătate a veacului trecut, întâi de limitarea la numai două direcții de export ale sării, respectiv spre Rusia și spre Turcia, celelalte fiind închise acestui produs. Dacă spre Polonia trecerea sării a fost oprită încă de la sfârșitul secolului al XVIII-lea, spre Imperiul Habsburgic sistarea exportului s-a făcut abia în 1832. Pană, în acest an i s-a permis baronului Stefan Meitani, supus austriac, să vândă sare transilvănenilor care treceau hotarul în acest scop, din cele 8 magazii existente de-a lungul graniței: Comănești (4), Dofteana (2), Dărmănești (1) Slănic (1). Prin anii 1844-1845, Consulatul austriac transmitea protestul cancelarului Klemens Wenzel von Metternich contra magaziilor de sare de pe granița spre Transilvania, deoarece acestea favorizau contrabanda.

În Țara Românească sarea moldovenească era prohibită înainte de 1832, însă tranzitul spre Serbia era liber. În ciuda unor restricții se exportau în 1840 circa 7 milioane ocale de sare prin Galați, în sudul Dunării. Volumul exportului moldovenesc de sare în Balcani a variat în perioada 1832-1862, între 7-8 milioane ocale pe an.
| Imagine indisponibilă                                                                 |  | Imagine indisponibilă                        |
| Salina de Jos și de Sus – de remarcat ascensorul de pe deal (sfârșitul secolului XIX) |  | Administrația și tunelul de extracție (1934) |

Transportul sării devenise o problemă de stat dificilă. Pentru rezolvarea ei s-au preconizat mai multe soluții: folosirea Siretului, construcția unei căi ferate între Târgu Ocna și Galați (proiectată de Mihalic de Hodocin (1853), D. Beguin, N. Suțu, A. Bașoltă, P. Mavrogheni (1861), societăți străine, etc.), numeroase proiecte de modernizare a drumurilor. Mihalic de Hodocin s-a oferit a construi o cale ferată între Târgu Ocna și Galați dar domnitorul Grigore Alexandru Ghica considera proiectul prea scump și puțin folositor, asfel s-a propus navigația pe râul Siret cu dubase trase de remorchere, un singur transport putând căra 30-40 de mii de ocale de sare. În 1855 Costache Vizante inaugura transportul pe Siret până la Tulcea și Isaccea cu plutele și pe ambarcațiunile plate impermeabile ale supusului prusac Paul Iacovenco.
În 1857, unul dintre antreprenorii ocnelor, Constantin Ciocan, a comandat un vapor cu aburi de la Floridsdorf. Acesta împreună cu patru șlepuri urcau pe Siret și de la Călieni și Vadu Roșca coborau încărcate cu sare până la Galați. Vaporul botezat „Prințul Konachi-Vogoride” a efectuat transporturi între 1858 și 1861, când negustorul a dat faliment și vaporul cu șlepurile a fost confiscate de guvern. În 1864 nava a fost îmbunătățită și botezată „România” în portul Giurgiu, devenit astfel, prima navă de război a Principatelor Române.
În anul 1867 un consorțiu anglo-austriac s-a oferit să preia concesiunea construirii și exploatării liniei ferate Ițcani-Galați, cu o ramură la Iași și alta la Târgu Ocna, dar guvernul român nu i-a acordat decât construirea liniei Ițcani-Roman, cu ramurile Pașcani-Iași și Verești-Botoșani. Abia în 1875 s-a dat concesionarea construirii căilor ferate Ploiești-Predeal și Adjud-Târgu Ocna englezului George Crawley, deși pentru linia Adjud-Târgu Ocna, Gr. Heliad făcuse o ofertă mai avantajoasă. Prin Decretul Regal nr. 1099 din 16 aprilie 1881, s-a hotărât trecerea la construcția căii ferate Adjud-Târgu Ocna, sub conducerea inginerului Anghel Saligny.
Anghel Saligny a fost proiectantul „Teledinamicului de la Târgu Ocna” - primului funicular din România, inaugurat la 1 februarie 1885. Executarea construcției s-a realizat cu Arbenz și Wolff, reprezentanții Casei Adolf Bleichert din Leipzig. A funcționat numai 11 ani (1 februarie 1885 - 30 octombrie 1896), funicularul fiind înlocuit de o linie de cale ferată industrială pentru transportul sării de la magaziile salinei Târgu Ocna la Halta CFR Salina. Funicularul transporta pe o distanță de 2.100 de metri, zece vagoane de sare (zece tone în total), 13 700 t/an, cu o viteză de 1,25 m/s. Calea de rulare era compusă din 4 cabluri din care, cele două de tracțiune erau fără sfârșit, având fiecare 72 fire de oțel x 1,4 mm (diametru total fiind 18 mm) și două cabluri fixe pentru circulația vagonetului plin, având 19 fire oțel x 6,2 mm (diametru total = 33 mm) și pentru circulația vagonetului gol, având 19 fire oțel x 4,8 mm (diametru total = 24 mm), fiind acționate printr-un sistem de scripeți de un motor cu abur, fabricat de atelierele Julius Soedung - Heyede - Hoerde din Germania, cu căldare verticală cu 25 de țevi fierbătoare. Susținerea căii de rulare era făcută pe 14 stâlpi din stejar; distanța maximă între doi stâlpi fiind 155 m iar înălțimea maximă 21 m.
Stația Târgu Ocna, proiectată de Anghel Saligny și inaugurată la 24 iunie 1884, a fost, până în 1899, cap de linie. Aici se găseau magaziile care preluau mărfurile destinate tuturor localităților de pe Valea Trotușului, de la Târgu Ocna până la Palanca.
În anul 1888 au început lucrările de terasament între „Gara Mare” și viitoarea haltă „Saline” până la magaziile de sare din salină, unde sarea se încărca direct în vagoane de cale ferată. După construirea tunelului de la „Cireșoaia” (1897-1898), calea ferată a fost prelungită până la Comănești și ulterior până la Ghimeș, lucrările fiind coordonate de inginerul Elie Radu.
Datorită bogăției zăcământului de sare de la Târgu Ocna, Austro-Ungaria și România au fost interesate să construiască și au și realizat în anul 1897, o cale ferată transcarpatică prin pasul Ghimeș-Palanca pe Valea Trotușului, pentru realizarea legăturii dintre Transilvania și Moldova.

## Date tehnice

### Perimetrele de exploatare
| Imagine indisponibilă |  | Imagine indisponibilă                                                             |
| Secția de producție   |  | Finisarea pereților cu haveză verticală (imagine din vechea galerie Moldova Nouă) |

| Imagine indisponibilă                                            |  | Imagine indisponibilă                        |
| Autobasculantă Tatra 138 ieșind din tunelul I101 al minei Trotuș |  | Locomotivă electrică ieșind din tunelul G401 |

#### Mina Trotuș
Extracția uscată a sării geme se face din zăcământul „Fețele Târgului”. Sarea gemă este exploatată cu tehnologia clasică de havare a vetrei, perforare și împușcare, iar procesul de preparare a acesteia se realizează la suprafață.
Metoda de exploatare aplicată în prezent este cea a camerelor mici cu pilieri pătrați și cu tavan boltit. Extracția sării se realizează descendent, pe etaje de exploatare. Desprinderea sării cuprinde următoarele operații: 
- Copturirea și cioplirea suprafețelor create în ciclul anterior, eliminându-se astfel pericolul de desprindere a blocurilor de sare din tavan și pereți în timpul operației de excavare. Lucrările de copturire se execută manual din nacela utilajelor de copturit.[78]
- Havarea constă în executarea unui făgaș orizontal la baza frontului, pe toată lățimea camerei, cu înălțimea de 140–160 mm pe o adâncime de 3 m[78], cu o haveză de tip Ural 33[79]. Perforarea găurilor de mină se execută cu instalația Secoma. Plasarea și perforarea găurilor se realizează În conformitate cu schema de perforare-împușcare. Încărcarea cu exploziv de tip amonită[80] se execută manual din nacela utilajelor. Derocarea se realizează prin împușcarea (explozia) găurilor încărcate.[78]
- Transportul sării de la frontul împușcat la stația de primire, se face cu autobasculante tip Roman Raba de 16 t, echipate cu motoare Diesel. Încărcarea sării în autobasculante se face cu autoîncărcător frontal Stalowa-Wola. Sarea, deversată în silozul colector dotat cu un grătar fix cu ochiuri de 40 cm x 40 cm, alimentează benzile transportoare din subteran prin intermediul alimentatorului cu plăci. Cu ajutorul acestor benzi, sarea iese din mină. În instalația de preparare de la suprafață se obțin produsele finite[78] care sunt păstrate în depozite și silozuri până la comercializare.[81] Transportul la beneficiari se realizează cu mijloace auto și CFR.[78]

Sarea recristalizată este produsă prin procesul de evaporarea a soluției de sare, utilizându-se o instalație de evaporare în vid cu multiplu efect.

#### Zăcământul Gura Slănicului

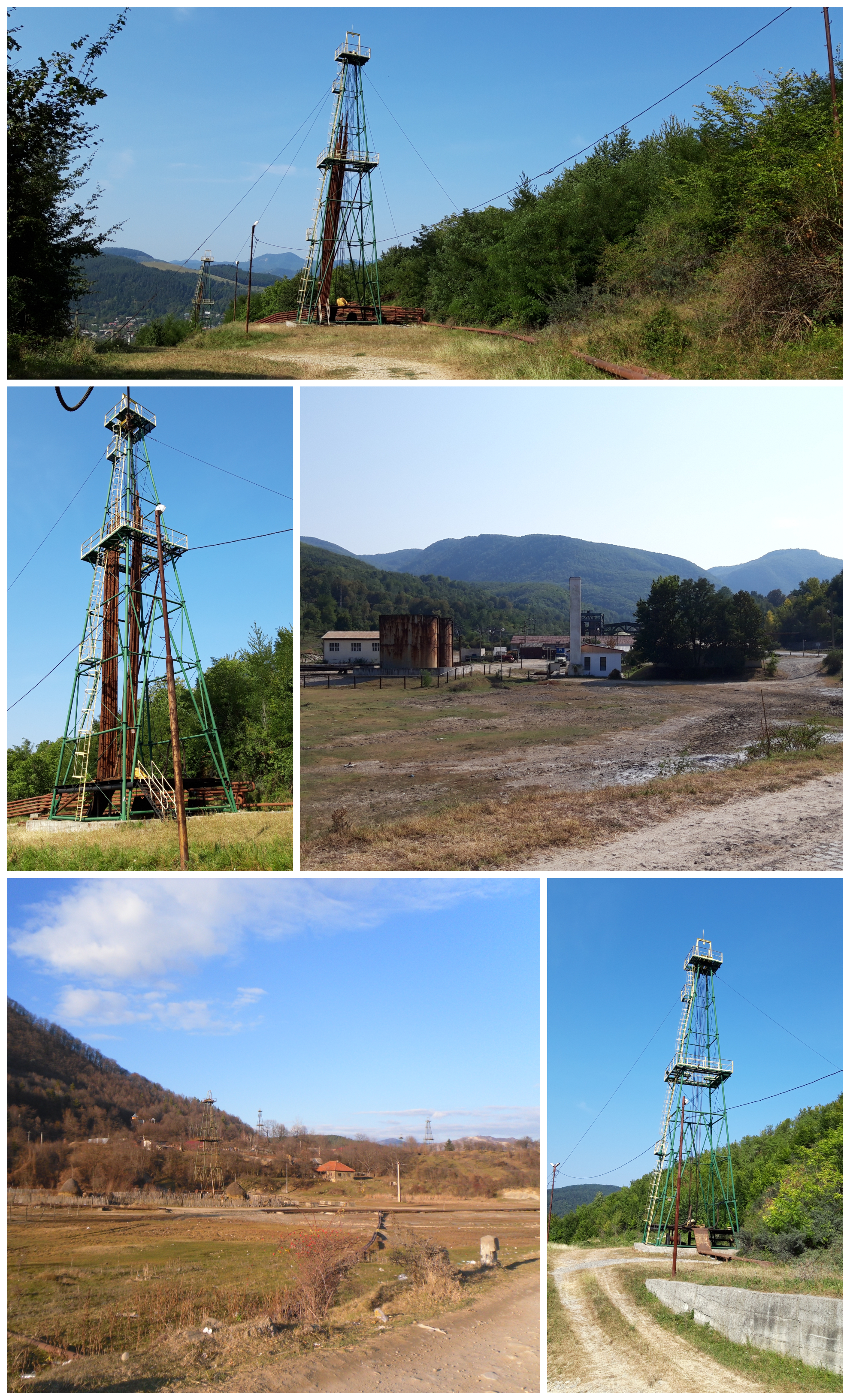
De la stânga la deapta:
• sonda 4Est dezafectată (coloana de extracție (tubing) scoasă);
• sonda 4Est de aproape;
• secția „saramură” a sucursalei Salina Târgu Ocna;
• sondele S269, S284, 281 (al cărei geamblac se vede la depărtare) și S277 din cartierul Gura Slănicului;
• sonda 5Est (funcțională).

Din anul 1960, în zăcământul Gura Slănicului exploatarea se face cu sonde care aparțin de Salina Târgu Ocna, prin dizolvare cinetică, agentul de dizolvare fiind apa industrială preluată din râul Trotuș sau saramura nesaturată injectată sub presiune în coloana de forare.
Echipamentul de fond al sondelor constă din trei coloane concentrice: o coloană de etanșare (coloană de ancoraj, cimentată, o coloană de exploatare (cassing) și o coloană de extracție (tubing). Se creează trei spații concentrice prin care este asigurat circuitul celor trei fluide tehnologice: apă industrială, fluidul izolant și saramura. Producția de aici este destinată cu predilecție Combinatului Chimic de la Borzești. Astfel, după perioada de amorsare saramura cu o concentrație de 310g/l este stocată în rezervoarele salinei și de aici este trimisă cu ajutorul unei instalații de compresoare prin saleductul de tur cu diametrul de 150 mm către Combinatul Chimic Borzești în cadrul instalațiilor Electroliză M și Sodă M (secții modernizate în anul 1993 prin introducerea tehnologiei membranei schimbătoare de ioni). Saramura uzată (cu salinitatea scăzută după extragerea sării) este trimisă înapoi prin saleductul de retur către Salina Târgu Ocna, circuitul fiind astfel închis. Zăcământul de sare este cunoscut prin intermediul informațiilor obținute în urma săpării a 69 de sonde, dintre care un număr de 35 de sonde au fost sau sunt folosite ca sonde de exploatare. Exploatarea sării prin disoluție se realizează în două zone: câmpul vestic, ce cuprinde un număr de 29 sonde de exploatare, situate de-a lungul văii râului Slănic, pe malul vestic al acestuia (cu o singură excepție, sonda 363) și câmpul estic, intrat în producție relativ recent, și amplasate pe dealul din malul drept al râului Slănic. Sondele din câmpul vestic sunt numerotate 251, 253-260, 263-278 și 280-285, iar cele din câmpul vestic 1E, 4E, 5E, 6E, 11E și 12E. 9 din cele 69 de sonde executate nu au interceptat zăcământul de sare. Pentru controlul și dirijarea exploatării în plan orizontal, în treptele de exploatare, cu înălțimi între 10 m și 30 m, se folosește fluid izolant (motorină), care asigură etanșeitatea la tavanul golului de dizolvare. Controlul golului de dizolvare se efectuează cu cavernometru sonic.
Pe baza măsurătorilor topografice efectuate pe repere și la nivelul flanșelor unor sonde, a scufundărilor totale înregistrate pe o perioadă de monitorizare de circa 10 ani, se constată că valorile scufundărilor sunt în general moderate, însă există câteva sonde a căror flanșe au suferit scufundări importante. Este cazul sondelor S268, S284, S257 și S260, cu un maxim de peste 1 m atins de sonda S284, ce impune monitorizarea atentă a evoluției scufundării acesteia. Există și un caz în care cavernele de dizolvare s-au unit, cum s-a întâmplat la sondele: S251 cu S254, S255 și S257.

#### Zăcământul Gălean
În anul 1951, în timpul unor explorări în zona Gălean din Târgu Ocna pentru găsirea unui nou zăcământ și asigurarea cu materie primă a uzinei de clorosodice, a fost descoperit primul zăcământ de săruri potasice din Republica Populară Română.

### Baza turistică

#### Mina Pilot
Mina Pilot a fost deschisă din galeria de coastă G401, ea fiind situată la NE de mina „Moldova Nouă” și a fost exploatată pe două orizonturi (+277 și +292,6 m), în perioada 1967-1970, utilizându-se sistemul canadian al camerelor mici și pilieri pătrați, aplicat experimental, pentru întâia dată în România.

În mina Pilot a fost amenajat și a funcționat primul sanatoriu subteran și bază de turism din țară pe o suprafață de 4000 mp, în perioada august 1974-9 iulie 2005. La 130 m adâncime se tratau cu maximă eficiență: boli astmatiforme, maladii provocate de poluare, sindromul de suprasolicitare, nevroze. 

Mina Pilot în anul 2003

Accesul la sanatoriu se realiza cu mijloace auto. La baza sanatoriului (etajul I al minei Pilot) se afla primul muzeu al sării din oraș, cu exponate despre geneza, exploatarea și prelucrarea sării. Microclimatul din mina Pilot și al celorlalte galerii din G401 se caracteriza printr-o temperatură constantă de 13 °C, presiune de 738 mm, umiditate constantă de 74% și aer foarte puternic ionizat cu ioni de sodiu negativi (65% ioni/cm cub). Din analizele făcute, rezultă că aerul din această salină conține și elemente de calciu, magneziu, hidrogen sulfurat, dioxid de carbon, etc.
La intrarea în mină, studenții de la arta plastică au lucrat în anii 1980-1982 la realizarea în peretele de sare a unor basoreliefuri reprezentând atât activitatea minerilor, elemente de folclor din zonă, precum și eroismul ostașilor români căzuți în luptele ce s-au desfășurat la Cireșoaia-Oituz în Primul Război Mondial.
În mină s-a realizat un record unic în țară: reverberațiile ecoului produs de vocea omenească s-au multiplicat la peste două minute de la emiterea sunetului. Acest fenomen a fost studiat de specialiști, constatând o reverberație puternică atât ca intensitate, dar și ca durată. Un grup de zece jurnaliști germani au declarat în anul 1990 că „salina Târgu Ocna este cel mai impresionat loc din România pe care l-au vizitat.”
În prezent mina este închisă deoarece tavanul superior de la intrare nu mai prezintă siguranță.

#### Mina Trotuș
În anul 1966 au început lucrările pentru deschiderea minei „Trotuș” (prin galeria de coastă I 101, continuată prin planul înclinat I 503 care traversează zona ocnelor vechi ajungând în zona minei Trotuș la nivelul etajului II) la sud de minele „Moldova Nouă” și „Moldova Veche” și la est de ocnele ogivale. Inaugurarea minei Trotuș s-a realizat la 6 august 1970. În vederea creșterii eficienței transportului sării, în decembrie 1982 au început lucrările de amenajare și terminare a galeriei „Unirea” în august 1984 iar un an mai târziu, la 10 august 1985, s-a dat În folosință releul de benzi transportoare.
Etajele inferioare (III-X) au fost deschise printr-un plan înclinat în spirală situat la SV de etajele minei Trotuș. În prezent exploatarea sării se realizează la orizonturile X și XI, iar activitatea de turism este concentrată la etajul IX. Adâncimea față de suprafață este de 240 m, din care grosimea celor 8 orizonturi exploatate în partea superioară este de 136 m, altitudinea față de nivelul mării este de 138 m, grosimea planșeului de tavan este de aproximativ 35 m și grosimea rocilor acoperitoare de 70 m. Dimensiunea camerelor este de 13–14 m lățime și 8 m înălțime, cea a pilierilor este de 16–17 m lățime și 8 m înălțime, iar grosimea planșeului dintre etaje este de 8 m.

### Sisteme de mentenanță, protecția muncii și urgență

Reprezentare spațială a Minei Trotuș

O stație de transformare 6/0,4 kV asigură alimentarea continuă cu energie electrică.
Pentru ventilația minei există un puț de aeraj, baza turistică și de exploatare fiind deservită de o stație de aeraj cu sistem de filtrare cu pompă de vid, conectată la rețeaua de 6 kV.
Riscurile principale la care salina și perimetrul exterior al acesteia sunt supuse sunt un eventual accident chimic și/sau o epidemie care să afecteze salariații, iar cele secundare sunt reprezentate de eventuale alunecări sau prăbușiri de teren, inundații, accidente grave de transport ori eșecuri ale funcționării utilităților publice.
Potrivit legii nr. 319 din 2006 publicată în Monitorul Oficial cu privire la Securitatea și sănătatea în muncă, în perimetrul societății Salina Târgu Ocna trebuie să se realizeze periodic instrucția personalului angajat, se fie asigurată prevenirea accidentelor de orice fel prin instalații adecvate, o a doua sursă de electricitate, delimitarea și îngrădirea perimetrelor periculoase, revizia echipamentelor de muncă, asigurarea iluminatului de siguranță, întocmirea documentelor de urmărire a parametrilor funcționali ai echipamentelor de muncă și a rapoartelor de serviciu pentru instalațiile cu regim special de exploatare, aplicarea metodelor de exploatare minieră, execuția, exploatarea și întreținerea lucrărilor miniere, realizarea și funcționarea sistemului de aeraj corespunzător clasificării minei din punct de vedere al emanațiilor de gaze, amenajarea locurilor de muncă pentru lucrul la înălțime, în spații închise și în condiții de izolare.
Există în cadrul salinei, o stație de salvare minieră. De rezervă se află două grupuri electrogene de curent continuu cu puteri diferite.
Perimetrul exterior al salinei este prevăzut cu 5 hidranți exteriori, fără a exista însă rampe amenajate pentru alimentare cu apă din surse naturale și/sau artificiale. Există la exterior o sirenă electrică de preavertizare/avertizare pentru alarmare a populației în cazul evacuării, cu puterea instalată de 5,5 kW.
Ca mijloace de intervenție la calamități, salina are în dotarea sa autobasculante,, buldoexcavatoare, încărcătoare cu încărcare descărcare frontală, automacarale pe șasiu de autocamion.
La 31 august 2017, a avut loc în perimetrul salinei primul exercițiu complex pentru antrenarea structurilor de intervenție pentru gestionarea situațiilor de urgență generate de producerea unor prăbușiri de construcții, instalații, amenajări, de către Inspectoratul pentru Situații de Urgență „Mr. Constantin Ene” Bacău. Scenariul exercițiilor a constat în căderea unor copturi în orizontul X, incendii în orizontul IX și turiști ce nu au ajuns în zona de refugiu (orizontul X) și s-au rătăcit în zona Gal 466.

## Date economice
Domeniul de activitate principal este constituit de extracția, prepararea și comercializarea sării. În paralel salina furnizează și servicii de turism, în baza de agrement amplasată în mina Trotuș.

### Activitatea extractivă

#### Sucursala
Sucursala de la Târgu Ocna este deținută de Societatea Națională a Sării „Salrom” S.A. reorganizată în anul 1997, cu capital majoritar de stat, unde are ca domenii de activitate exploatarea, prelucrarea și comercializarea sării și turism în exploatările deschise vizitării.

#### Date de producție

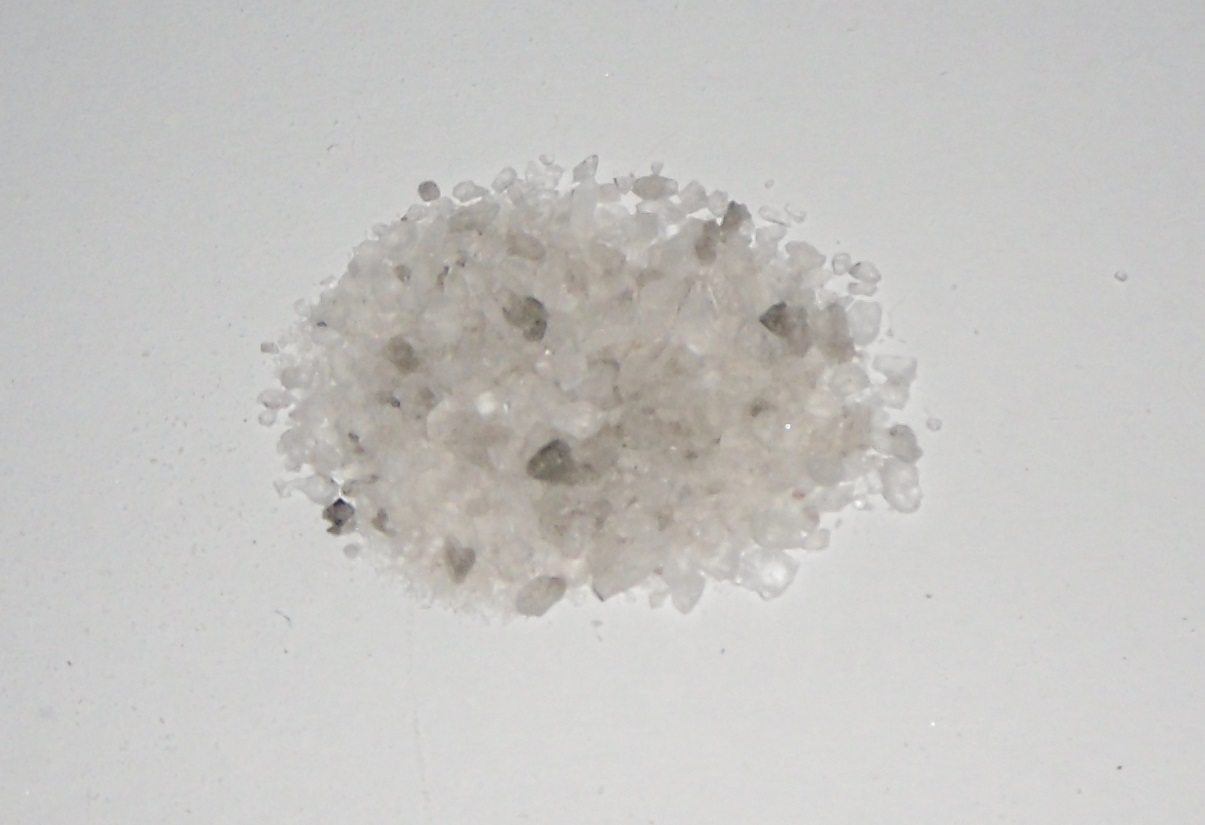
Sare gemă din mina de la Târgu Ocna

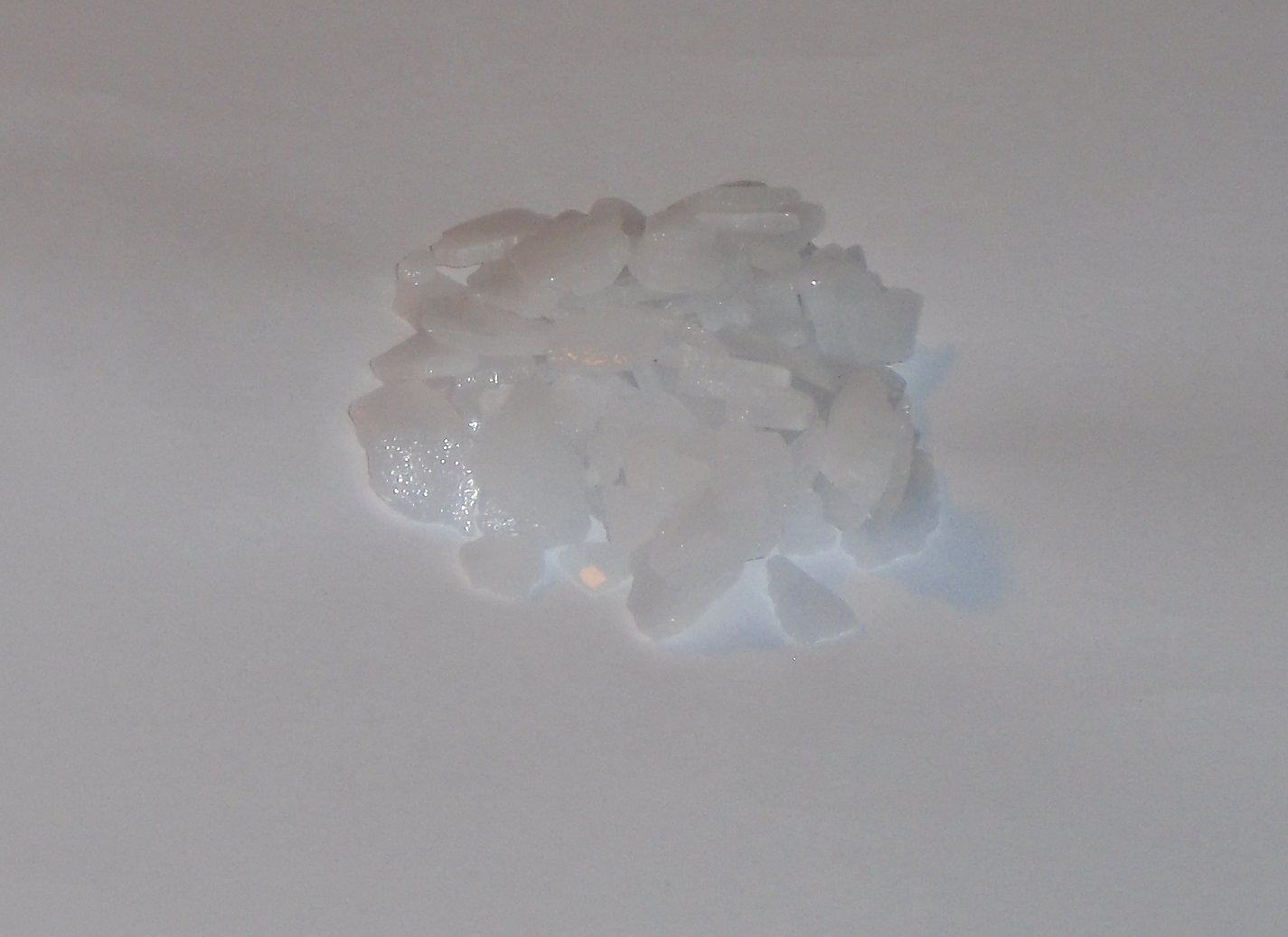
Sodă caustică 98% fabricată de Chimcomplex

Anual, conducerea minei achiziționează licențe de la Agenția Națională pentru Resurse Minerale, pentru care plătește redevențe anuale, care depind de extracții. Salina are o capacitate de 370 000 t/an sare sfărâmată, tratată și ambalată. La sucursala Salrom Salina Târgu Ocna se extrag anual circa 90 000-120 000 de tone de sare (în funcție de nivelul desfacerii și al cererii pieței). La celelalte sucursale ale Salrom, extracția anuală se ridică la Salina Ocna Dej la 800 000 tone, la Salina Ocnele Mari 250 000 de tone, la Salina Slănic 140 000 de tone și la  Salina Praid 120 000 de tone.
În ceea ce privește extracția de saramură, anual 100.000 de tone ajung la Chimcomplex.
Varietățile de sare produse sunt:
- sare iodată: gemă pentru industria alimentară, fină alimentară, măruntă alimentară, alimentară de masă recristalizată;
- sare neiodată: măruntă pentru industria alimentară, gemă bulgări;
- tablete de sare;
- sare de baie sulfoiodurată;
- sare gemă și soluție pentru uz industrial (foraje, industrie chimică).

#### Gestionarea resurselor umane
La sfârșitul anului 2016, la Salina Târgu Ocna mai lucrau 218 de angajați, în raport cu numărul de 720 câți se aflau înainte de anul 1989, majoritatea părăsind salina prin pensionare. Până în mai 2014 doar 40 de angajați părăsiseră sistemul în 1997 și
2003, ca efect la unor programe de restructurare sau al externalizării unor servicii de foraj sau pază. La sfârșitul anului 2016, din totalul angajaților 155 aveau peste 45 de ani  și 49 între 36 și 45 de ani.
Uzual, se lucrează într-un singur schimb în subteran la producție și în două schimburi la activitatea de preparare. Iarna însă, când există solicitări numeroase de sare pentru dezghețarea drumurilor, organizarea schimburilor este în număr de două de câte 6 ore la activitatea de extracție din subteran. În condițiile existenței unor solicitări suplimentare însă, programul de lucru este prelungit la 8 ore de fiecare schimb și activitatea de preparare de la suprafață este organizată în trei schimburi de câte 8 ore. Această organizare este posibilă doar prin suplimentarea personalului, preluat de la celelalte activități ale sucursalei.

#### Livrarea la beneficiar
Sarea alimentară se livrează beneficiarilor de la pungi de 1 kg din polietilenă, polipropilenă sau carton, reambalate în saci de 25 kg, ambalată în saci de 25 kg sau de 50 kg, până la ambalaje de 1 tonă. Sarea pentru dezghețarea drumurilor, industria energetică și cea textilă se livrează vrac.
Livrarea la beneficiar se face prin mijloace de transport auto. În anul 2011 se încărcau între 35 și 40 de camioane/zi, programul de încărcare fiind de luni pana vineri între orele 7.00 și 23.00 sau chiar și sâmbăta (dar doar la cerere beneficiarului). Dacă sarea vrac necesară drumurilor se transportă cu autobasculante cu o capacitate de 25 tone, cea ambalată și paletizată se transportă cu autocamioane acoperite. În anotimpul rece produsul de extracție se livrează conform programărilor stabilite de către sucursală, în funcție de capacitatea zilnică de producție.

#### Poziționarea pe piață
Salrom este singurul producător de sare autorizat din România. Profitul net realizat de Societatea Națională a Sării în anul 2013 a fost de 38,7 milioane lei, iar cifra de afaceri s-a ridicat la 308,3 milioane lei.
Principalul cumpărător al sării geme este Compania Națională de Drumuri și Autostrăzi din România, pentru care iarna sunt livrate zilnic 1.000-1.500 de tone Există și alte companii de pe piața internă care folosesc sarea cumpărată de aici, cu același scop (în perioada de iarnă 80% din sarea extrasă la Târgu Ocna fiind dirijată în exclusivitate pentru dezghețarea drumurilor).
Circa 70 % din producția de sare de la Târgu Ocna este destinată industriei, diferența reprezentând sare de consum. Sarea sub formă de soluție, extrasă prin intermediu sondelor, ajunge la Chimcomplex. Procesul de dizolvare cinetică este folosit și la Salina Cacica și Salina Ocna Mureș. Alte saline din România unde produsele de extracție au fost destinate să ajungă ca materie primă la combinatele învecinate, sunt la Salinele Ocna Mureș și Râmnicu Vâlcea.
Sarea de masă la Târgu Ocna (și în general sarea de masă produsă la nivelul sucursalelor Salrom) este concurată pe plan intern de sare mai ieftină dar mai de proastă calitate din Ucraina, precum și de sarea de mare adusă în special din Egipt și Tunisia, iar sarea industrială de importuri din Italia, Germania, Grecia, Marea Britanie, Franța și Japonia.
Compania oferă reduceri de preț celor care achiziționează cantități mari de sare alimentară, precum și discounturi de 10-15 % dacă sarea folosită la drumuri este achiziționată în perioada de vară.
Mare parte din sarea extrasă din locațiile Salrom  ajunge la combinatul BorsodChem RT (Ungaria) –350.000 de tone, la combinatul Fortischem (Slovacia) –110.000 tone. Salrom deține circa 60 % din piața sării de drumuri din Ungaria, 40-50 % din piața de profil a Slovaciei, 30 % din cea din Serbia. Activitatea de export a sucursalei se face numai prin serviciile specializate ale Societății Naționale a Sării. Dacă în anul 2001 doar mai puțin de 1 % din sarea de la Târgu Ocna ajungea la export, în anul 2015 5 % din sarea gemă extrasă aici lua aceeași cale. Pe plan extern, concurența la sarea de masă vine în special din partea sării de mare și se manifestă mai ales în țările vecine României, cu predilecție în Republica Moldova, Bulgaria si Serbia. Principala varietate de sare exportată era în anul 2011 reprezentată însă de bulgarii de sare pentru zootehnie și de brichete de sare de 5 kg, pentru consumul animalier.
Pe lângă sucursala de la Târgu Ocna mai există saline în România:
- deschise circuitului turistic pentru vizitare la:  Praid, Turda, Slănic Prahova, Cacica, Ocnele Mari și, doar pentru grupuri organizate Ocna Dej.[119]
- în scopuri medicale Mina „Unirea” de la Salina Slanic Prahova[120] și baza de la Salina Turda.[121]

#### Perspective
Potrivit studiilor de specialitate, la Târgu Ocna exploatarea mai poate continua încă 15 ani de acum încolo după ritmul actual. În anul 2015 a fost începută exploatarea ultimului nivel (XII), orizonturile I-VIII fiind închise (zăcământ epuizat) IX – baza turistică iar X-XII – în exploatare. Începând din anul 2013,  se derulează investiții pentru deschiderea a două noi orizonturi, XIII și XIV. S-a adus în discuție folosirea în viitor a exploatării, drept depozit de gaze naturale. De asemenea, există un proiect în valoare de aproximativ 6 milioane de euro (49 % de la Fondul Solidaritatea și 51 % de la statul român) care constă în redeschiderea exploatărilor „Moldova Nouă” și „Moldova Veche”, considerate a fi mult mai spectaculoase decât cele de la Slănic și Turda, în scopul măririi sanatoriului de tratament balnear și construirea unei mini-pensiuni de 20-25 camere în apropierea sucursalei. Administrația societății își propune elaborarea de studii și documentații cu scopul de a analiza posibilitatea deschiderii unui nou zăcământ de sare în zona Moldovei (eventual chiar în zona Bacăului), care să înlocuiască activitatea de extracție uscată a sării geme de la Mina Trotuș din zăcământul „Fețele Târgului”.
La zăcământul de la „Gura Slănicului”, unde exploatarea pe cale umedă a sării geme se face prin dizolvarea cinetică a sării prin sonde de exploatare, pentru menținerea actualului nivel de producție există resurse timp de câteva decenii. Dependența de un singur client (Chimcomplex Borzești), expune însă sucursala Târgu Ocna la un risc asemănător celui materializat la Salina Ocna Mureș, după falimentul unicului beneficiar al soluției de sare produsă de sucursală.

### Activitatea turistică și balneară

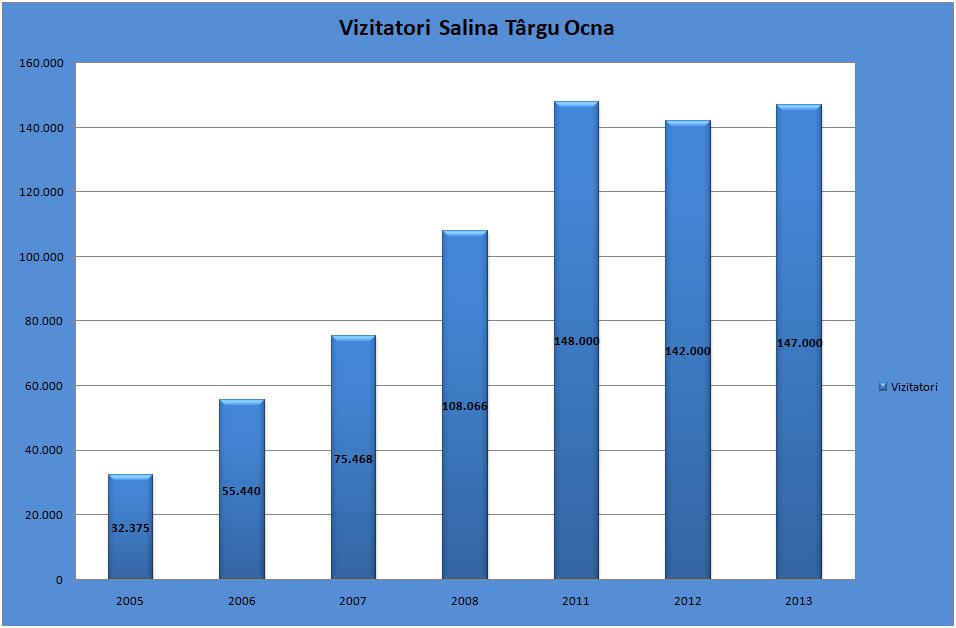
Vizitatori Salina Târgu Ocna în perioadele 2005-2008 și 2011-2013

În anul 2013 au existat 147 000 de vizitatori, în creștere față de anul 2005 când au fost înregistrați 32 375 de vizitatori.

#### Acces și program
Accesul în mină se face cu autobuzul sau microbuzul la fiecare 30 de minute, printr-un tunel de 3,1 km iluminat. Programul de acces este variabil, între 1 octombrie - 30 martie, orele 7-15, ultima intrare la orele 14 iar între 1 aprilie - 30 septembrie, orele 7-17, ultima intrare la orele 16.

#### Baza turistică
Din anul 2005, potențialul turistic al salinei s-a concentrat la orizontul IX al minei Trotuș, unde s-au alocat 10 miliarde de lei vechi pentru amenajarea unei baze moderne de turism și agrement. Baza este desfășurată pe o suprafață de 13 000 mp și în golurile rezultate în urma excavației sării, s-au amenajat locuri pentru relaxare, agrement și pentru ameliorarea sănătății.
Există posibilitatea desfășurării de activități sportive pe terenurile de minifotbal, baschet, tenis de masă, tenis de câmp și de reculegere în lăcașul bisericii. Există de asemenea un salon cu 4 paturi destinat odihnei. Pentru copii sunt amenajate spații de joacă dotate cu leagăne, tobogane și balansoare. Tot în subteran există spațiu pentru gimnastică și un punct de prim ajutor. În anul 2012 Florin Piersic a inaugurat o sală de spectacole ce îi poartă numele. De asemenea, în mină există un punct de vânzare produse alimentare (bufet și terasă), magazin de suveniruri, muzeu  și expoziții de lucrări în sare.
În fiecare an, începând din 2012 Asociația Sportivă Transalpin Bike organizează competiția unică în România „Călătorie între cer și pământ” ce constă în parcurgerea de cât mai multe ori pe bicicletă a unui traseu de aproximativ 15 km din care în jur de 7,5 km la suprafață prin oraș și deal și 7,5 km în subteran, prin tunelul salinei și baza turistică, timp de 120 minute. Diferența de nivel este de aproximativ 527 m per tur. La urmă primii câștigători primesc un premiu constând în bani.

#### Biserica ortodoxă Sfânta Varvara

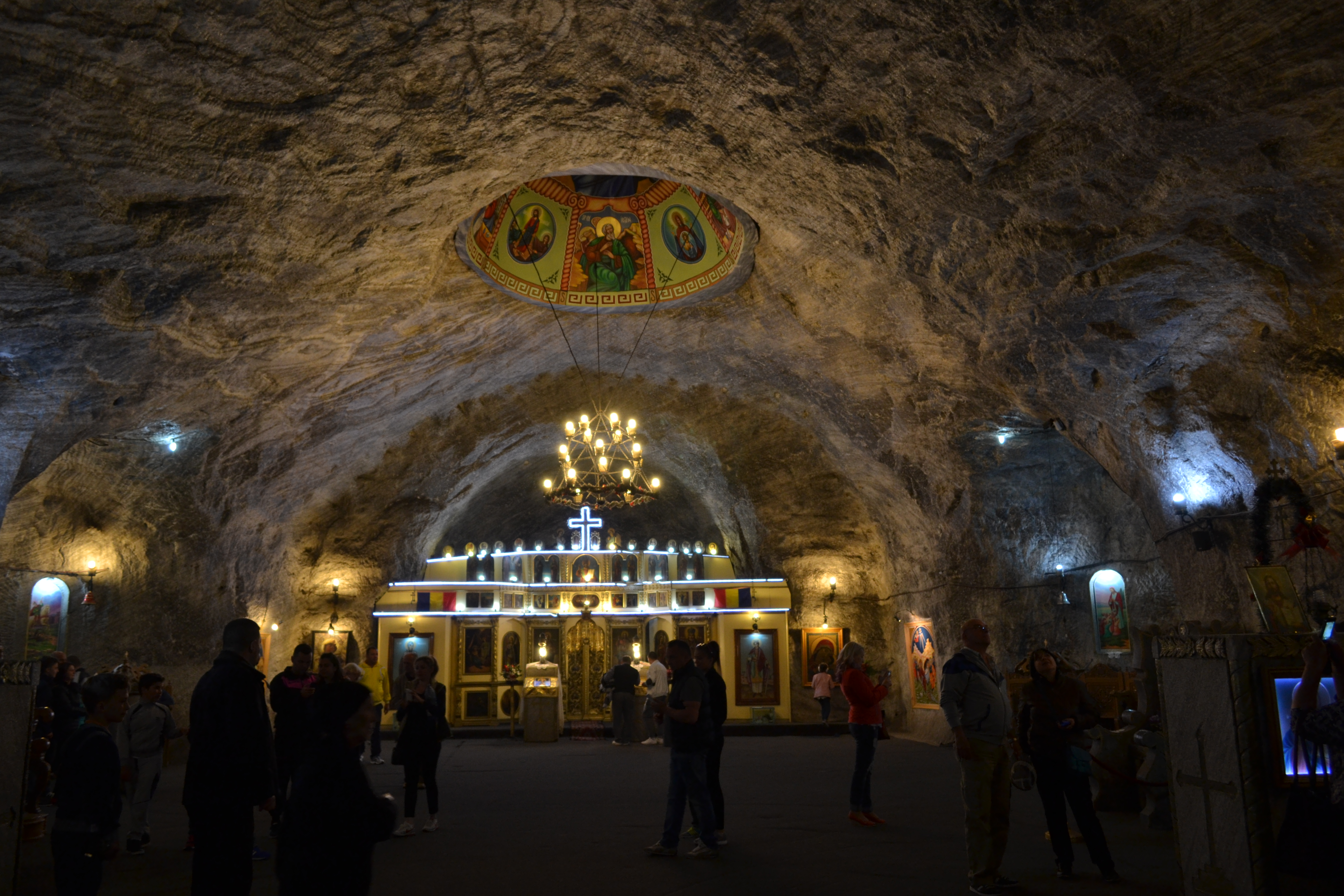
Biserica ortodoxă Sfânta Varvara

În perioada aprilie-decembrie 1992, a fost concepută și realizată de personalul salinei în zona „Pilon”, o biserică ortodoxă subterană cu hramul Sfânta Varvara – ocrotitoarea minerilor. Biserica este unul dintre puținele lăcașuri de cult din România construite în saline.
Catapeteasma veche din lemn cu 24 de icoane a fost adusă de către duhovnicul Epifanie Bulancea de la mănăstirea „Măgura Ocnei”. În completarea porțiunii de lemn a acesteia, la dreapta și la stânga altarului sunt porțiuni de iconostas realizate din sare. Tot din sare au fost făcute atât stranele, masa din altar, abajururile, scaunul arhieresc și alte obiecte de cult din interiorul lăcașului, cât și suporturile sculptate ale picturilor. În fiecare an pe 4 decembrie, începând de la închiderea minelor de cărbuni din Bazinul carbonifer Comănești din anul 2005, în biserică se prăznuiește sărbătorea Sfintei Varvara.

#### Baza de tratament
Mediul din salină este un factor natural în terapia afecțiunilor respiratorii cronice. Actuala bază de tratament este amplasată la 240 m adâncime tot la orizontul IX al minei Trotuș. Microclimatul este de salină, cu o temperatură cu variații minime de 12,8 - 12,9 °C toamna - 13,2 - 13,4 °C vara, presiunea atmosferică de 70 – 73 cm Hg, umiditate relativă cu variații sub 10 % (74 - 75%, iarna, 80 - 82%, vara), curenți de aer cu viteze extrem de reduse  – practic imperceptibile, prezența aerosolilor salini (130 - 170 particule/cmc), variația extrem de redusă a cantității de oxigen. De asemenea, lipsesc alergenii și poluanții, aerul fiind puternic ionizat cu ioni de Na, Ca, Mg. Bioclimatul este unul sedativ de cruțare, caracterizat prin indice de stres cutanat hipotonic moderat, cu un inconfort termic de răcire slab care poate fi corectat prin îmbrăcăminte adecvată și mișcare, cu un indice de stres pulmonar echilibrat.
Sucursala minieră are contracte de colaborare cu Hotelul Măgura –  unde bolnavii vin la tratament și cu filiala Institutului Național de Recuperare, Medicină Fizică și Balneologie de la Slănic Moldova.

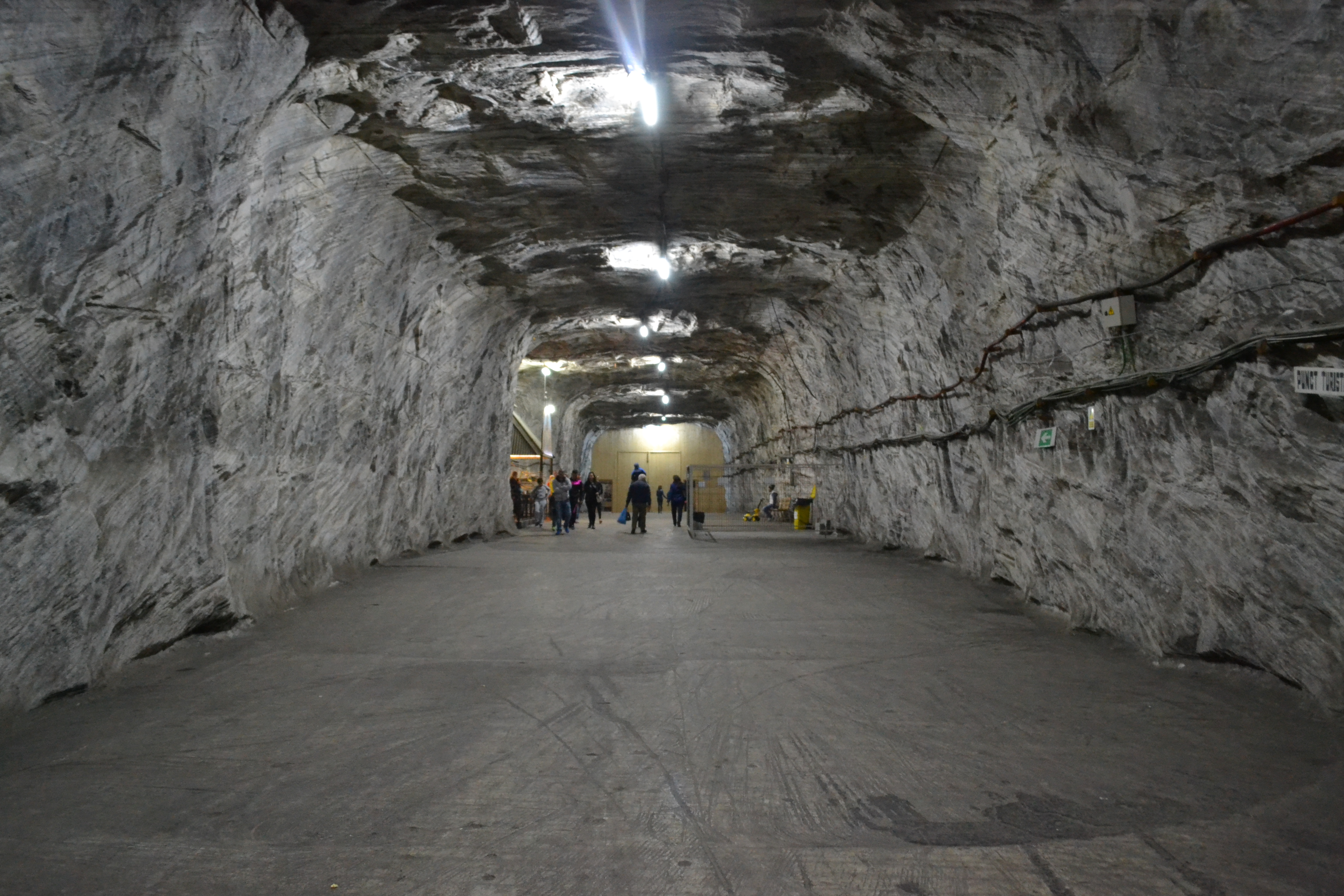
Culoarul principal
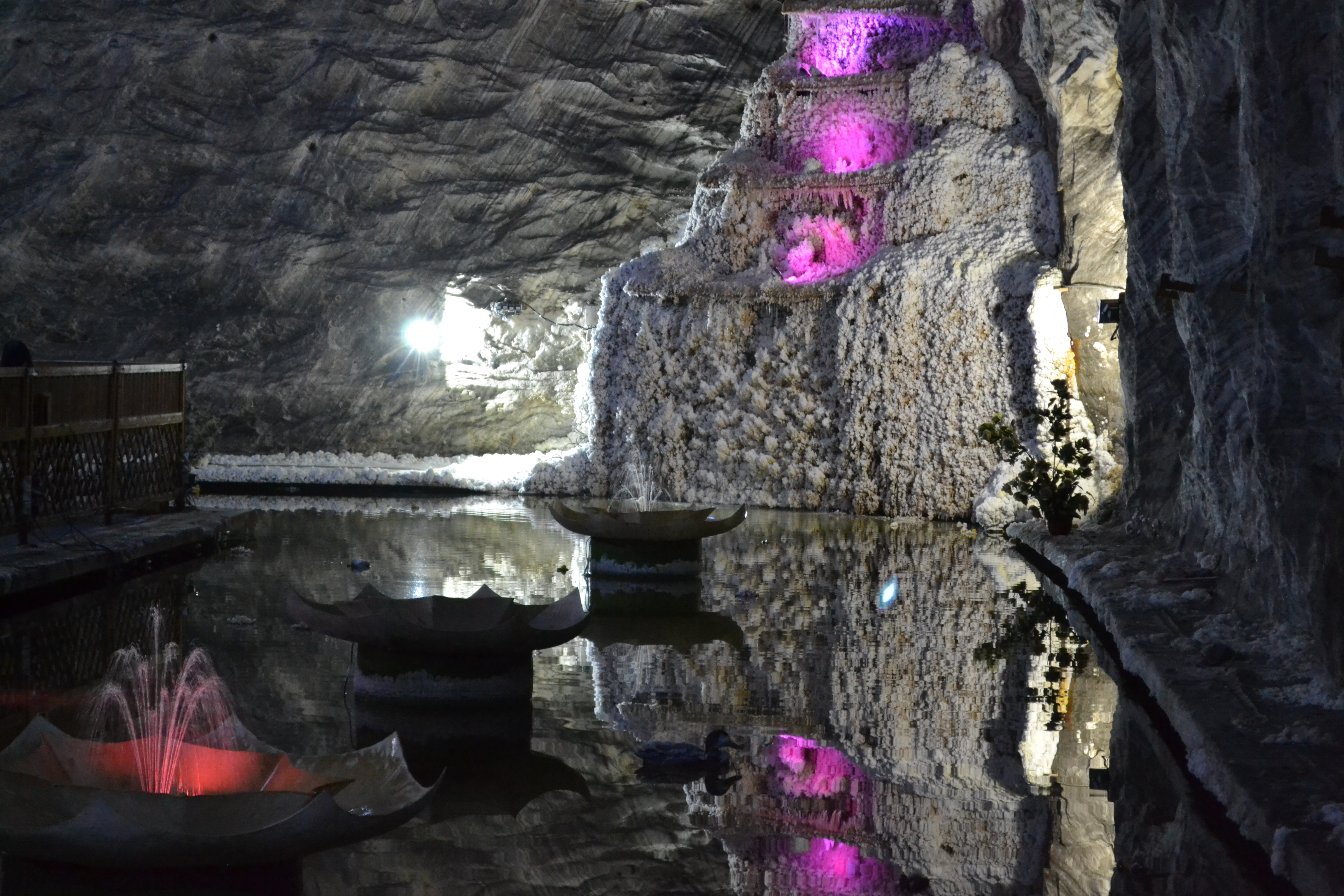
Fântâna arteziană
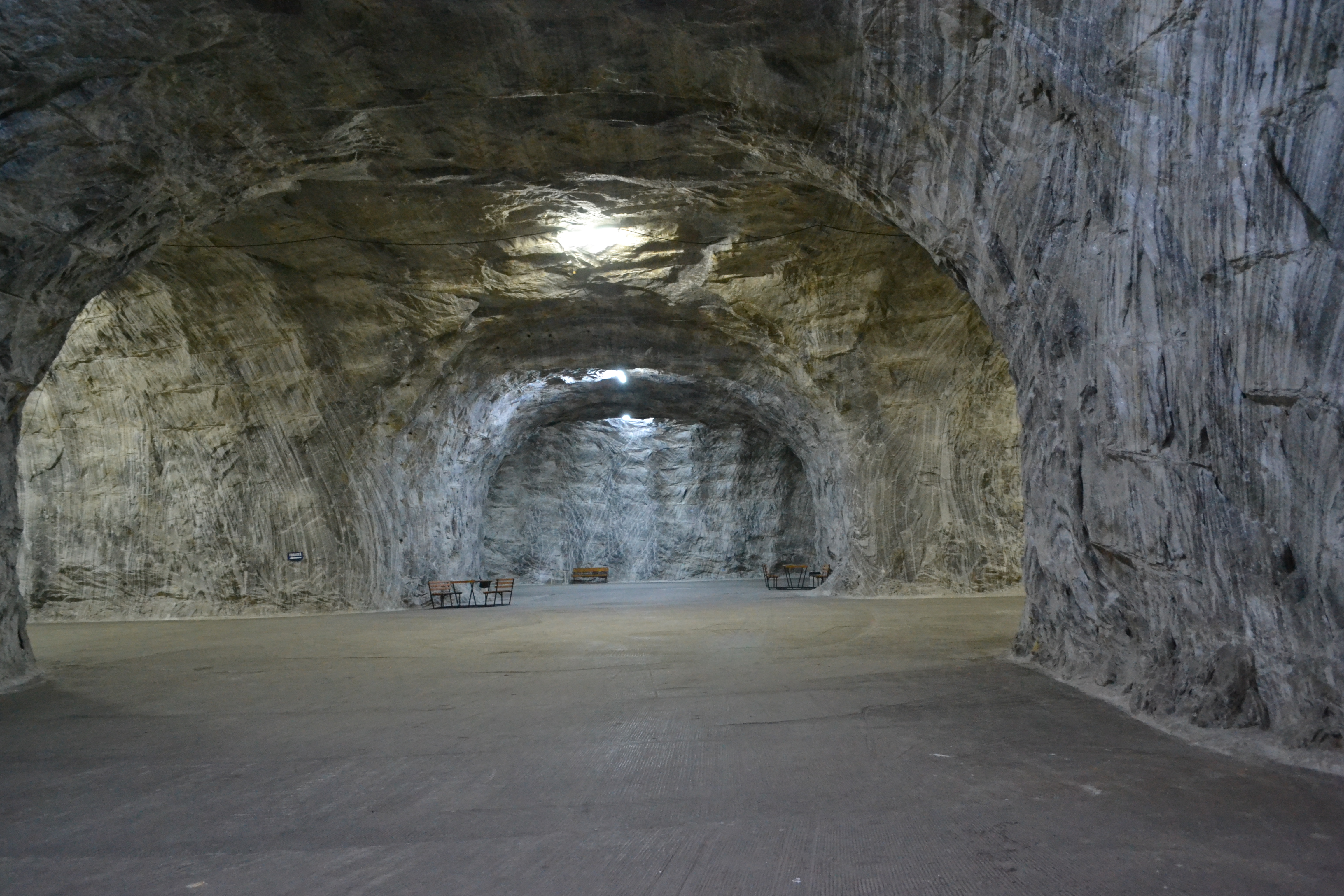
Intersecție de culoare
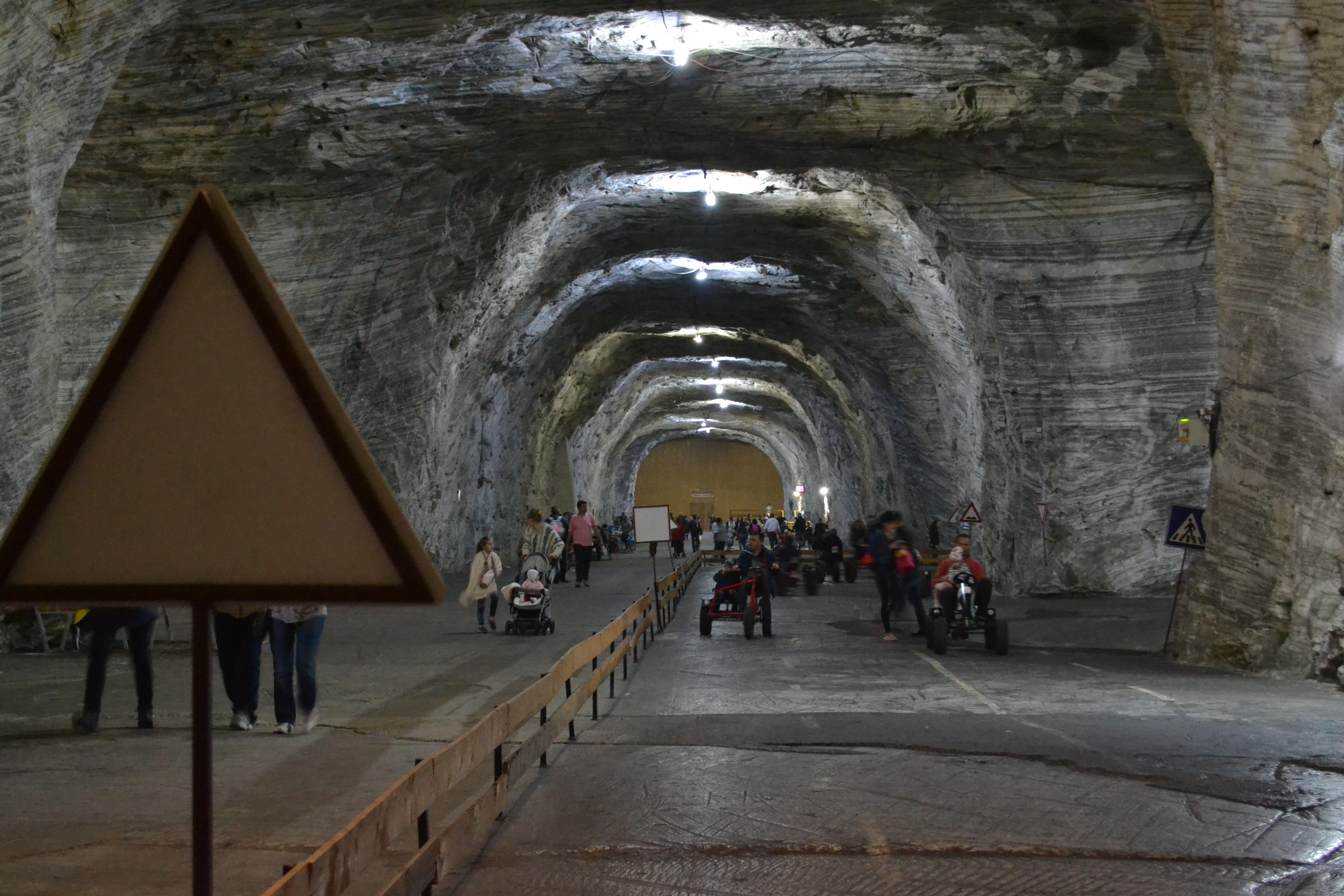
Baza sportivă (în față sala de spectacole „Florin Piersic”)
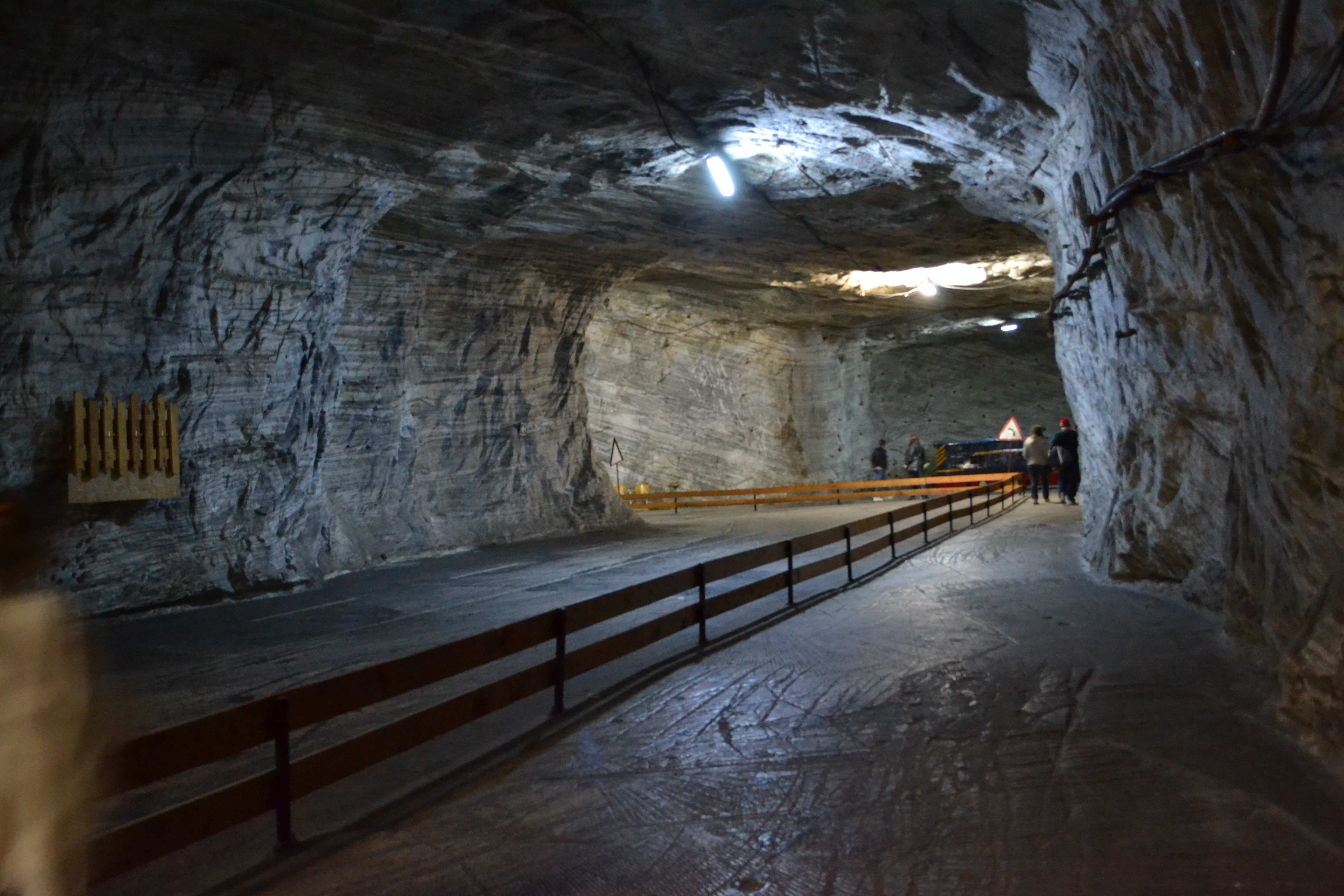
Baza sportivă (în planul depărtat o locomotivă diesel LDM)

#### Ștrandul cu apă sărată
Serviciile turistice s-au diversificat prin amenajarea din anul 2010 la suprafață, în incinta sucursalei, o bază de agrement. Locația dispune de: un ștrand cu apă sărată, dușuri, cabinet medical, terasă și magazin, sunt puse la dispoziția turiștilor șezlonguri și umbrele de soare. Ștrandul este deschis zilnic în sezonul cald între orele: 10:00–20:00.

## Prezențe culturale

#### În literatură
Despre ocne a scris Dimitrie Cantemir în Descriptio Moldaviae,
„În ținutul Bacăului, lângă târgu Trotuș, se găsesc saline foarte bogate, numite în țară ocne. Nu e nevoie de vreun meșteșug deosebit să alegi sarea, dacă sapi în pământ până la unul sau doi coți adâncime, găsești sarea cea mai curată și limpede ca porfirul sau cristalul... Ocnele acestea sunt sunt nesecate, cu toate că în ele lucrează zi de zi sute de oameni. După ce scot bolovanii de sare, ei lasă în tot locul din aceeași sare cum e cristalul, ca să sprijine pământul și săpăturile și pentru ca noile drumuri săpate să aibă loc de întindere, iar vreme de douăzeci de ani aceste drumuri să se umple într-atât de sare, încât să nu mai recunoști că au fost cândva deșertate. Din când în când se găsesc pești încremeniți în sare, care nu se deosebesc de aceia care se pescuiesc prin apele din împrejurimi.
Și în alte locuri se găsesc multe ocne de sare de acest fel; voievozii însă n-au îngăduit ca ele să fie deschise, ca nu cumva, din pricina belșugului, să scadă prețul sării și fiindcă acelea în care se lucrează astăzi îndestulează nevoile și chiar prisosesc.
Peste ocnele de sare din ținutul Ocna sunt doi cămărași deosebiți. Aceștia toți pot să judece aproape toate pricinile, dar nu pot hotărî decât pe cele mai mici. Pe cele mai de seamă trebuie să le trimită ori la vornicul cel mare al ținutului acela, ori, dacă se judecă din nou, la divanul domnesc.”
iar Alexandru Vlahuță a amintit despre ele în atlasul geografic România pitorească.
„Din vatra Oneștilor facem un ceas, cu trăsura, până-n Târgu-Ocna — un orășel drăguț, cuibărit pe apa Trotușului, între măguri acoperite cu vii și cu livezi. Lăsăm în dreapta gorganul vânăt, cu vestitele-i ocne, cari din timpurile cele mai îndepărtate și-au deschis țării nesfârșitele lor bogății de sare [...].”
În romanele „Robii”, „Ocnașii” și „Copilul ocnelor” (ultimul rămas ca manuscris) Gheorghe Iordache (1886-1965) din satul Vâlcele a cules din bătrâni povești cu referire la exploatarea sării la Târgu Ocna la îndemnul lui Simion Mehedinți ce a remarcat talentul scriitorului care în trecut publicase poezii și proză în revistele „Luceafăr literar”, „Trotușul”, „Neamul românesc”, fiind apreciat ulterior și de Nicolae Iorga.
În romane nu descrie zona de exploatare drept o închisoare, ci ca un loc al „muncii însuflețite”:
„Ocna, un zgomot de albine cer răsună în pâcla deasă de fum și întuneric. Din zgomotul surd, nedeslușit al muncii se aude câte un strigăt, chemând în bătaia brazdei.”
În Amintirile căprarului Gheorghiță Mihail Sadoveanu descrie în fapt propria sa experiență de viață ca soldat în garnizoana din Târgu Ocna (1903), unde a surprins printre altele și luarea și coborârea condamnaților din închisoare în mină:
„M-am coborât jos, printre ocnași pe treptele de sare, line, acoperite cu fulgi de praf mărunt. Ș-acolo, jos, muncă încordată. Ciocane ascuțite sapă șanțuri, ciocane rotunde bat la baza lespezilor, vagonete pline de bulgări trec mânate de oameni cu grumajii și spinăril încordate; din locuri joase suie unii cu lespezi în spate, gemând, gâfâind, rotind ochii crunți în orbite. Pretutindeni o muncă amară; ș-acolo aproape de ei, între ei, simți că din visul de sus ai căzut într-un iad al scrâșnirii dinților.”

#### În alte lucrări
Profesoara-geograf Iulia Văcărașu vizitând ocnele trapezoidale în anul 1945, a scris:
„[...]Când, în sfârșit, am ajuns în mină, după ce am parcurs un tunel îngust și întunecos, luminat din loc în loc cu becuri minuscule sub care nu lipsea emblema morții, semn de pericol la tot pasul, întregul grup a fost cuprins de stupoare. În fața noastră se afla un hău imens ce se pierdea lateral în întuneric, deschizându-se sub noi o adevărată genune. Cu ochii mari și inimile pâlpitând, fiecare copil ținut de mână de câte un miner am pornit la cercetarea unui adevărat imperiu al lui Hades, pe o punte de lemn roasă de vremuri și suspendată la peste 100 metri [...]. În partea centrală a punții, pe o mică platformă, se afla un fel de ascensor numit „hârzob”, acționat chipurile mecanic [...]. Undeva, lateral, un meșter ne-a arătat o spărtură imensă în peretele de sare, provocată de o explozie și care s-a soldat cu moartea câtorva zeci de lucrători.”

#### Mărturii ale unor călători străini
Informații în legătură cu modul de exploatare a sării au lăsat unii călători străini din secolele XVII- XVIII. Călugărul minorit Paolo Bonnicio din Malta, care a locult timp de 9 ani în Moldova, arăta în 1632 că la două mile depărtare de orașul Târgu Trotuș, 
„este o ocnă de sare foarte albă când este pisată, dar mai degrabă vânătă decât albă când este brută, și acea ocnă produce domnului un venit de 15.000 de scuzi pe an”.”
După mai puțin de un deceniu, zona este vizitată de Petru Bogdan Bakšić (Pietro Deodato Bakšić - vicar apostolic de Sofia, în „Descrierea Țării Românești și a Moldovei”) care a subliniat că: 
„renumele ținutului Trotuș se datora bogatelor ocne de unde se scoate sare în cantitate așa mare, încât este dusă în tot cuprinsul Moldovei, în Turcia și în alte țări”. Sarea se taie sub pâmânt în bucăți mari și groase, cubice și se scoate în afară cu ajutorul unei roți trase de cai.”
 A exagerat cu privire la lucrători, menționând că erau folosite numai persoanele osândite la ocnă.
Misionarul catolic Marco Bandini care a vizitat Târgu Trotuș în anul 1646, a scris informații deosebit de importante despre satul Ocna și despre locul unde se exploata sarea:
„În sfârșit, la apus de târgul Trotuș se află o ocnă de sare în coasta unui munte; la poale, este un sat cu trei sute de case ai cărui locuitori nici nu plătesc bir, nici nu sunt luați la alte munci, decât fiecare casă să taie, pe săptămână, patruzeci de bolovani mari de sare pentru principe; capul familiei sau un lucrător tocmit de aceasta trebuie să-și împlinească numărul <de bolovani> fie într-o zi, fie în toată săptămâna; iar dacă sare peste una, în săptămâna următoare este ținut să facă optzeci și așa mai departe. Mai sunt încă două sate ocupate cu aceeași muncă și îndatorarea aceasta, în afara de ele, nu le revine altora.

Nici ei nu sunt lăsați cu totul fără plată, căci pentru fiecare bolovan de sare li se dă câte un ban de argint sau doi solidi polonezi însă, la sfârșitul anului, când cămărașul se schimbă, se obișnuiește să se dea săpătorului de ocnă, după starea fiecăruia, unul, două sau trei care de sare. Apoi, nimeni nu-i oprește <să ia> în fiecare zi o bucată de sare, cât pot duce cu sine într-un paner. Adâncimea ocnei este de o sută de orgii, iar înăuntru est atât de cuprinzătoare, încât s-ar putea zidi o cetate; la ieșirea afară sunt grămezi uriașe de bolovani de sare, ca niște ziduri; carele și oamenii care le transportă sunt niște furnici.
Sarea din această ocnă e folosită nu numai de moldoveni, ci se exportă și în Rusia, Polonia, Ucraina, Turcia, Tartaria; această sare este, de felul ei, cu mult mai sărată decât sare de mare, de aceea este de ajuns <numai> puțină pentru a săra mâncarea și pâinea. Culoarea unor bucăți e mai întunecată și atunci e foarte amestecată cu materii din pământ. Dar dacă o pisezi, devine albă ca zăpada, oricare i-ar fi fost culoarea înainte. Acestea, în treacăt, despre ocna de sare care este acum în folosință.
[...]lângă târg se prepara, mai înainte, silitră în mare cantitate; în momentul de față s-a renunțat la prepararea ei, nu că ar lipsi, ci pentru că în această provincie se găsesc peste tot <și> din belșug minerale de acest fel; au renunțat la acest loc și s-au mutat în alte părți.”
Cronicarul turc Evliya Çelebi, însoțind armata turcească în expediția din 1659, din Transilvania, a amintit fugar despre ocnă arătând că: 
„peșterile de la această ocnă [...] sunt niste puțuri uriașe ce seamănă cu infernul [...] muntele și stânca de aici sunt sare și am eliberat 200 de prizonieri turci.”
Colonelul austriac I. C. Weiss în scurtele „Observații asupra principatului Moldovei”, trimise de el din Alba Iulia la 18 mai 1737, a menționat că: 
„la două ceasuri de la satul Comănești numit mai sus, se află pe drumul principal Târgul Ocna, unde se găsesc ocne.”
Ofițerul Franz Josef Sulzer a consemnat în 1781 că:
„[...] Actualmente se exploatează în orășelul Ocna care înseamnează salina, numai o colină, cu șase mine cu puțuri.[...]

De oare-ce pe lângă câte-va poveri de material am vedut scoțându-se din ocnă și câți-va hoți și criminali osândiți pe câți-va ani, lucru care dura jumătate de oră, am făcut două consemnațiuni, dintre care una: că această mașină de estracție, la care erau înhămați patru cai, era foarte costisitoare și de mic efect; a doua era: că salina, cu toate că lucrarea mergea încet, trebuie să fi fost ajuns deja adâncimea de 50 de stânjeni.

Pe o distanță de 20-30 de pași se aflau 3 guri de ocnă, foarte apropiate una de alta [...]. Un mașinist francez se oferi a pune capăt acestor spese prin o mașină de extracție. De oare-ce aceste saline erau date în arendă de principe, nu voia nici acesta și nici arendașul să suporte cheltuielile de instalare și sare se extrage și până acuma cu cai, încet și cu multă osteneală.”
În a doua călătorie a chirurgului francez Balthasar Hacquet în Țările Române din anul 1789 se constată la Târgu Ocna:
„[...] Când am ajuns acolo, am găsit acest târg prefăcut aproape tot în cenușă. Nici chiar bisericile - în afară de una singură, înconjurată cu ziduri - nu fuseseră cruțate, căci turcii pustiiseră acest loc, când au trebuit să se retragă înaintea armatei prințului de Coburg. Chiar și instalația de la ocnă, toate vârtejurile și celelalte sisteme de ridicare au fost arse sau nimicite în alt fel și, de asemenea, săpăturile ocnei au fost dărâmate sau inundate, iar locuitorii care nu apucaseră să fugă la timp de această grozăvie au fost târâți de acolo, împreună cu vitele ce puteau fi de folos.
(Muntele de sare înalt de 60-80 stânjeni).
... Din orașul ars, vezi în toate părțile adevărate cărări de sare pornite de pe munte în jos, ca și din ocnă. Sunt făcute de apele care vin de sus încărcate cu sare. Cum apa se evaporă, datorită soarelui și aerului, precum și lungimii drumului său, lăsând un reziduu de sare și gips, rezultă o mulțime de dungi sau dâre albe...

(Bălți sărate; cresc plante avide de sare). Spre nord-vest, la cincisprezece stânjeni mai sus se aflau atunci doar trei puțuri de mină puse iar în exploatare și dădeau destulă sare pentru toată țara și pentru Ucraina, așa că în călătoria noastră am întâlnit în tot locul care mari încărcate cu acest mineral. Comandamentul (austriac) general a arendat aceste puțuri unor greci pe nouăzeci și cinci de mii de guldeni, măcar că sub cârmuirea domnilor aduceau, în general, trei sute de mii de piaștri. Regia sării din Galiția nu le-a lăsat însă arendate, ci le-a luat sub direcția sa, pentru ca să nu se scoată prea multă sare (de aici) și să fie oprite celelalte exploatări din Pocuția. Și totuși, în această țară încep să piară una după alta exploatările secundare: Nebenswerk, din lipsa lemnului și a altor lucruri... etc... Sarea care se scoate aici e albă și prea învârstată pentru a putea avea formă cubică.”
Preotul secui Elek Gegő⁠(hu)[traduceți], în timpul călătoriei sale de cercetare în Moldova după 1834, a descris Ocna astfel:
„Cel mai important <lucru> este <ocna> de sare, de la care orașul și-a primit numele. În prezent sunt două <ocne> pe lângă oraș și la deal. În cea dintâi, se taie sare pentru o plată infimă de către locuitorii din împrejurimi scutiți de dări, iar în cea de a doua, robii osândiți la detențiune pe termen lung <extrag sare>, în cantități stabilite. Este îngrozitoare groapa de o adâncime de 60-70 stânjeni și totuși se spune că și de aici se întâmplă evadări. Este demn de știut că robii robuști, care țin unii la alții, omoară cu târnăcopul pe ofițerii care sunt puși să-i păzească, pun ca sa fie scoși ei în pielea de bivol în loc de sare, gonind pe lucrătorii neînarmați de la gura ieșirii și, cu ajutorul camarazilor care îi așteaptă, îi eliberează pe alții dintre ai lor, până la sosirea forțelor armate din oraș. Nu departe de ocna de sare, spre stânga, este pădurea. Deținuții sunt în cea mai mare parte români, în mai mică parte unguri și armeni.”
Bogățiile subsolului trotușean au atras atenția numeroșilor călători străini: francezi, englezi, elvețieni, germani, austrieci, maghiari, ruși și armeni care au consemnat o mare varietate de date despre această zonă. Astfel, este suficient a aminti pe consulii francezi Charles de Peysonnel și Poujade, Aloise de Carlovitz, austriacul Franz Josef Sulzer, sasul Andreas Wolf, francezii Jean Louis Carra și Appert, italienii Ignac Raicevich și Francisc Pizzgalli, consulul Rusiei Wilhelm von Kotzebue. Acesta din urmă s-a referit la saline, la venitul adus de acestea domniei, la petrol, „uleiul munților”, la marea extindere a pădurilor, existența apelor minerale la Slănic-Moldova, etc.

## Accidente și incidente notabile

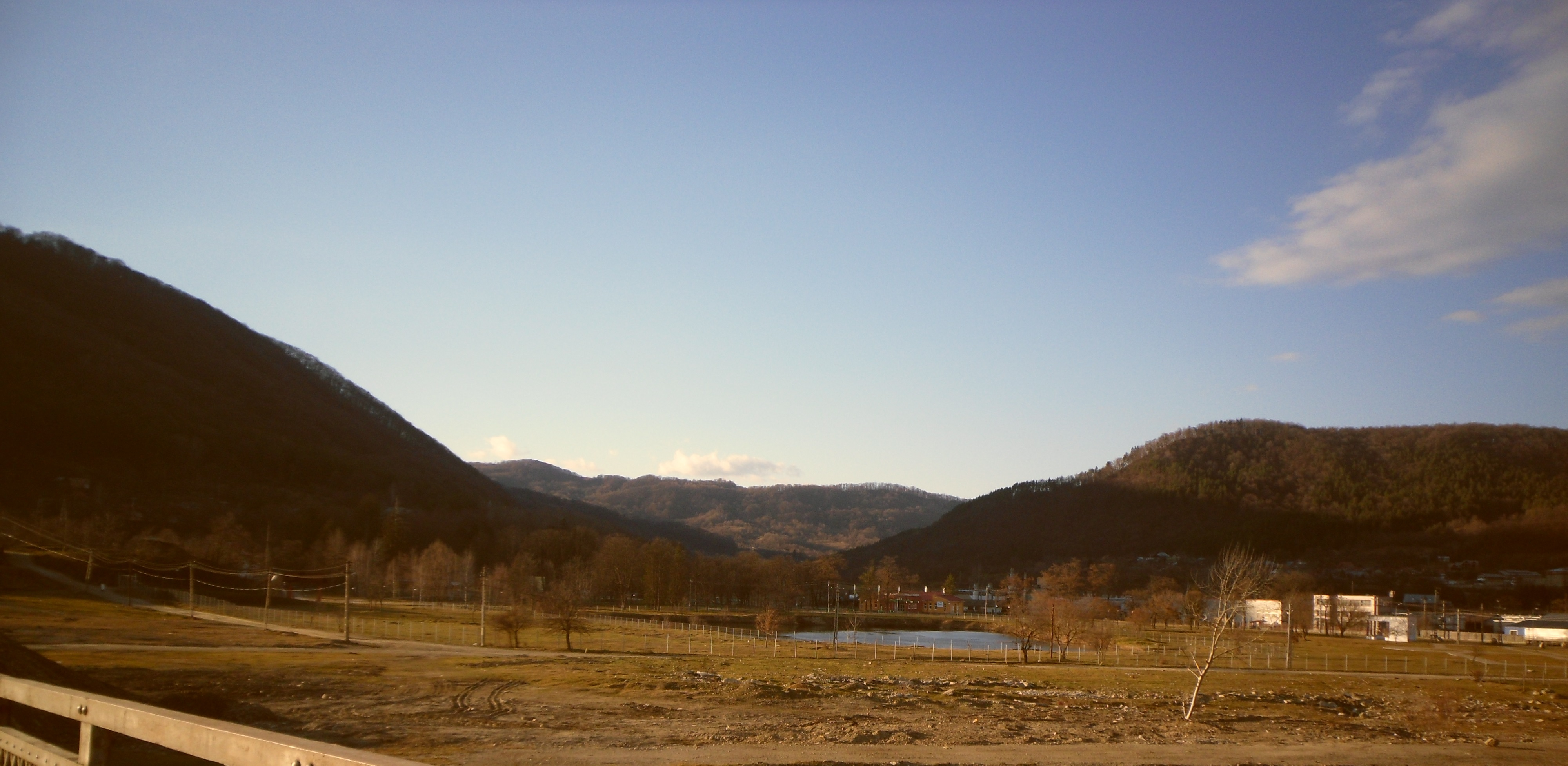
Lacul Burlacu (1986) din parcul Măgura

În anul 1978 la confluența râurilor Trotuș și Slănic, în parcul Măgura, a avut loc un proces de sufoziune majoră a solului, câteva gospodării au dispărut, formându-se un lac sărat cu suprafață de 500 mp și o adâncime de 57 m. A fost rambleiat de aluviunile aduse de râul Slănic. A apărut în schimb un alt lac sărat cu miros de petrol în anul 1986 denumit de localnici „Burlacu” sau „Lacul fără fund”. O parte din cartierul Gura Slănicului a fost evacuat.
În anul 2013, specialiștii de la Institutul de Studii Geotehnice și Geofizice din Cluj-Napoca nu au reușit să stabilească adâncimea lacului. Presupusul motiv ar fi acela că, fundul apei are legături cu caverne pornite de la sonde abandonate de extragere a sării din zona Slănicului sau există o veche exploatație de sare despre care nu se mai știe nimic. Există un proiect de transformare a respectivului lac în spațiu de agrement și tratament estimat la un cost de 40.000 de euro.
Produsele finite ale salinei nu sunt ferite de furturi. Pe 18 decembrie 2014 polițiștii au desfășurat investigații cu privirea unui furt de 75 de tone de sare în perioada 19-26 noiembrie 2014. S-au găsit vinovate 3 persoane dintre care un paznic, un alt complice și un administrator al unei societăți comerciale din Suceava ce a comercializat sarea sustrasă. De asemenea, pe 17 februarie 2016 procurorii din cadrul Parchetului de pe lângă Tribunalul Bacău au dispus urmărirea penală a 4 inculpați dintre care doi paznici pentru dare și luare de mită și furt calificat a 8 tone de sare.

## Monumente dedicate exploatării
În amintirea existenței resursei de sare de la Târgu Ocna ce a făcut posibilă construcția Combinatului Chimic și a urbei din Onești, în anul 1988 Tatiana (membru UAP) și Cosmin Ciurea, au inaugurat monumentul „Cristal de sare”, confecționat din inox.